# 이란의 종교
이란의 종교는 이란의 역사를 거쳐 다양한 종교와 분파등을 통해 형성되어 왔다. 조로아스터교는 아케메네스 제국 (기원전 550년-330년), 파르티아 제국 (기원전 247년-서기 113년), 사산 제국 (서기 224년-651년) 기간 주로 신봉된 종교였다. 마니교라는 그 밖의 이란 종교가 이 시기 이란에 있기도 했었다. 유대인과 기독교인 공동체 (동방 정교회) 등이 번성하였으며, 특히 이란의 북서부, 서부, 남부 지역들 주로 캅카스 알바니아, 아소리스탄, 페르시아 아르메니아, 캅카스 이베리아 등에서 두드러졌다. 이란인의 많은 수가 박트리아, 소그디아 등 당시 이란 동부 지역에서는 불교를 따르기도 했었다.
서기 632년-654년 사이, 라시둔 칼리파국이 이란을 정복하였고, 다음 두 세기간 우마이야 왕조와 아바스 왕조의 지배 (뿐만 아니라 이란의 막간 기간 토착 이란인의 통치 시기)가 이란에서 이루어졌고, 초창기에는 이슬람교에 저항했으나, 점차 민족의 주요 종교로 받아들였다. 수니파 이슬람교는 몽골의 정복(1219년-1221년) 이전 이란 지역의 이슬람교 주요 종파였으나, 사파비 제국 (1501년-1736년)의 등장과 더불어 시아파 이슬람교가 이란의 주요 종교가 되었다.
이란의 현재 종교 구성에 대한 많은 조사 자료들이 존재하는 가운데, 전화 및 대면 방식을 사용한 조사는 99.98퍼센트(2011년 이란 정부의 공식 인구 조사 자료에 따른 것이며, 이 수치는 월드 팩트북에서 인용됐다), 96.6% (세계 가치관 조사의 2020년 조사),, 96%에 이를 정도로 본인을 무슬림이라 인식하는 아주 높은 비율을 나타내었으며, 전체 인구에서 시아파로 인식하는 비율이 85%이고 수니파로 인식하는 비율이 11%이었다 (컬럼비아 대학교의 The Gulf/2000 프로젝트). GAMAAN이 실시한 온라인 조사에서는 시아파는 2020년에 이란인의 36%를, 2022년 2월에는 56%, 2022년 12월에는 38%를 이뤘다. U.S. 뉴스 & 월드 리포트에 의하면, 3월 22일부터 5월 23일까지 전 세계 약 17,000명이 참여한 설문 조사에서 다양한 속성과 국가들이 평가되었으며, 이란은 2024년 가장 종교적인 국가 순위에서 3위를 차지했다.
2024년, 이란은 프리덤 하우스에 따르면 종교의 자유에 있어서 4점 만점에 0점을 기록했다. 기독교, 유대교, 조로아스터교 등은 공식적으로 인정받고 있고 보호받고 있으며, 이란 의회에서도 의석이 보존되어 있다. 이란은 이슬람 세계와 중동 지역에서 두 번째로 큰 유대인 공동체가 자리 잡은 곳이기도 하다. 이란 내 가장 규모가 큰 세 개의 비이슬람교 공동체에는 바하이교, 기독교, 야르산교 등이 있다. 1844년 이후에 시작되었고, 이란 내 가장 큰 소수 종교 집단이 된 바하이교 공동체는 그 존재가 있고 나서부터 박해를 받고 있고 이란 정부로부터 종교로 인정받지 못하고 있다.

## 종교

### 선사 시대
이란에서 알려진 최초의 종교 전통들은 미트라교와 조로아스터교를 포함하여 시간에 따라 발전했다.

### 조로아스터교

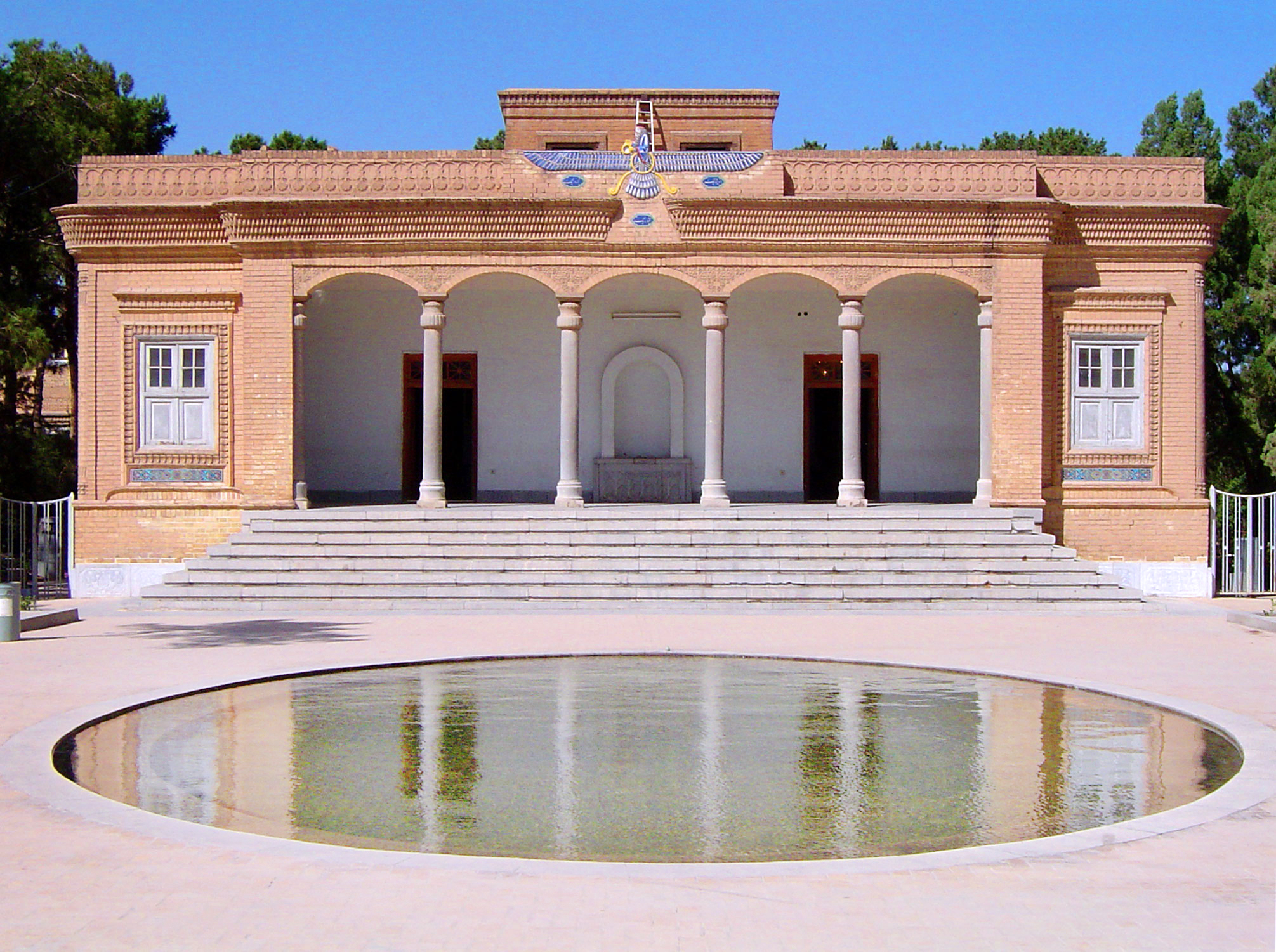
야즈드에 위치한 조로아스터교의 배화신전

조로아스터교의 성서인 '아베스타'는 기원전 600년과 1,000년경의 것으로 거슬러 올라가며, 조로아스터교의 전승은 그보다 훨씬 더 이전 고대의 것을 배경으로 한다. 조로아스터교는 무슬림들의 페르시아 정복 이전까지 이란 내 주요 종교였다.
이란의 조로아스터교인은 수 천년 이전부터 거슬러 올라가는 오랜 역사를 지녔으며, 현재까지 남아있는 이란의 가장 오래된 종교 공동체이다. 이슬람교 아랍인들의 페르시아 (이란) 정복 이전, 조로아스터교가 이란인들의 주요 종교였다. 조로아스터교인들은 주로 이란계 사람들들이고 테헤란, 케르만, 야즈드 등의 도시 지역에 모여 있다. 2011년의 이란 인구 조사에 따르면 이란 내 조로아스터교인의 수는 25,271명이었다. 2022년의 조사 결과도 유사한 수치를 보여준다.
조로아스터교에 대한 탄압은 거대한 디아스포라 공동체가 전 세계로 향하게끔 하였으며, 대표적으로 인도의 파르시인이 그러하며 이들의 수는 이란 내 조로아스터교인보다 많다.
미트라(아베스타어: 𐬨𐬌𐬚𐬭𐬀 Miθra, 고대 페르시아어: 𐎷𐎰𐎼 Miça)는  약속, 빛, 맹세에 대한 조로아스터교의 신격  ('야자타')이다. 계약과 관련된 신격 외에도 미트라는 재판의 주체, 진리에 대한 모든 보호자, 가축과 수확물, 물의 수호자이기도 하다.

### 마니교
마니교는 사산 제국에서 이란계 예언자 마니(중세 페르시아어 Mānī, 신 페르시아어: مانی Mānī, 시리아어 Mānī, 그리스어 Μάνης, 서기 216–274년경)가 세운 주요 종교로 오랜 시간이 지나 사라졌다. 3세기 메소포타미아에서 발생했고 수 세기 동안 걸쳐 북아프리카 전역에서 통해 중앙 아시아까지 빠르게 퍼져 나갔다.
마니는 크테시폰 인근에서 216년에 태어난 바빌로니아인 예언자이었다.  그가 태어나고 얼마 안 돼, 마니의 아버지인 파티키오스(Pattikios)는 크테시폰 남쪽의 늪지대의 공동체에 합류하라는 목소리를 듣게 되어 그는 이전의 삶을 포기하고 아들과 함께 그곳으로 향하였다. 마니는 그곳에서 성장했고 때때로 천사의 형태를 통해 전달되는 '계시'를 경험하곤 했다. 이 계시는 그를 점차 파멸적인 행동을 하게 하였고 결국에 그를 그곳에서 떠나 새로운 인생의 장을 시작하게끔 하였다.
천사의 형태로 받은 계시에서 영감을 받아, 마니는 자신의 새로운 종교를 퍼트리기 위한 선교 활동을 시작한다. 메소포타미아의 사산 제국의 통치자의 호의를 산 것은 그의 활동 초기 성공에 중요한 요소였다. 시간이 흘러, 마니는 지지자를 구축하였고 그가 신뢰하는 많은 제자들은 서쪽인 시리아, 아라비아, 이집트 등으로 파견되어 이 급속하게 확장하는 종교에 추가적인 개종자들을 더하였다.
3세기가 끝날 무렵 마니교는 로마 제국의 관심을 끌게 되었고 이들은 마니교를 '페르시아의 일탈'이자 신도들에 대해서는 '비열한 이상자'들로 보았다. 한편, 메소포타미아에서는 새로운 통치자에게 정권이 넘어갔는데, 그는 보다 비관용적인 자로 마니를 정통 조로아스터교의 위반자로 보아 체포하여 처형하였다. 기독교인, 조로아스터교인, 이슬람교인 등의 지속적인 박해로, 마니교는 마침내 비잔티움 및 이슬람 국가들에서 정식 종교로서 지위 및 상태는 결국에 뿌리 뽑히고 말았다.
마니교는 빛이라는 선 및 영적 세계와 어둠이라는 악 및 물질 세계 간의 대립을 묘사하는 정교한 이원 우주론을 가르쳤다.

### 이슬람교

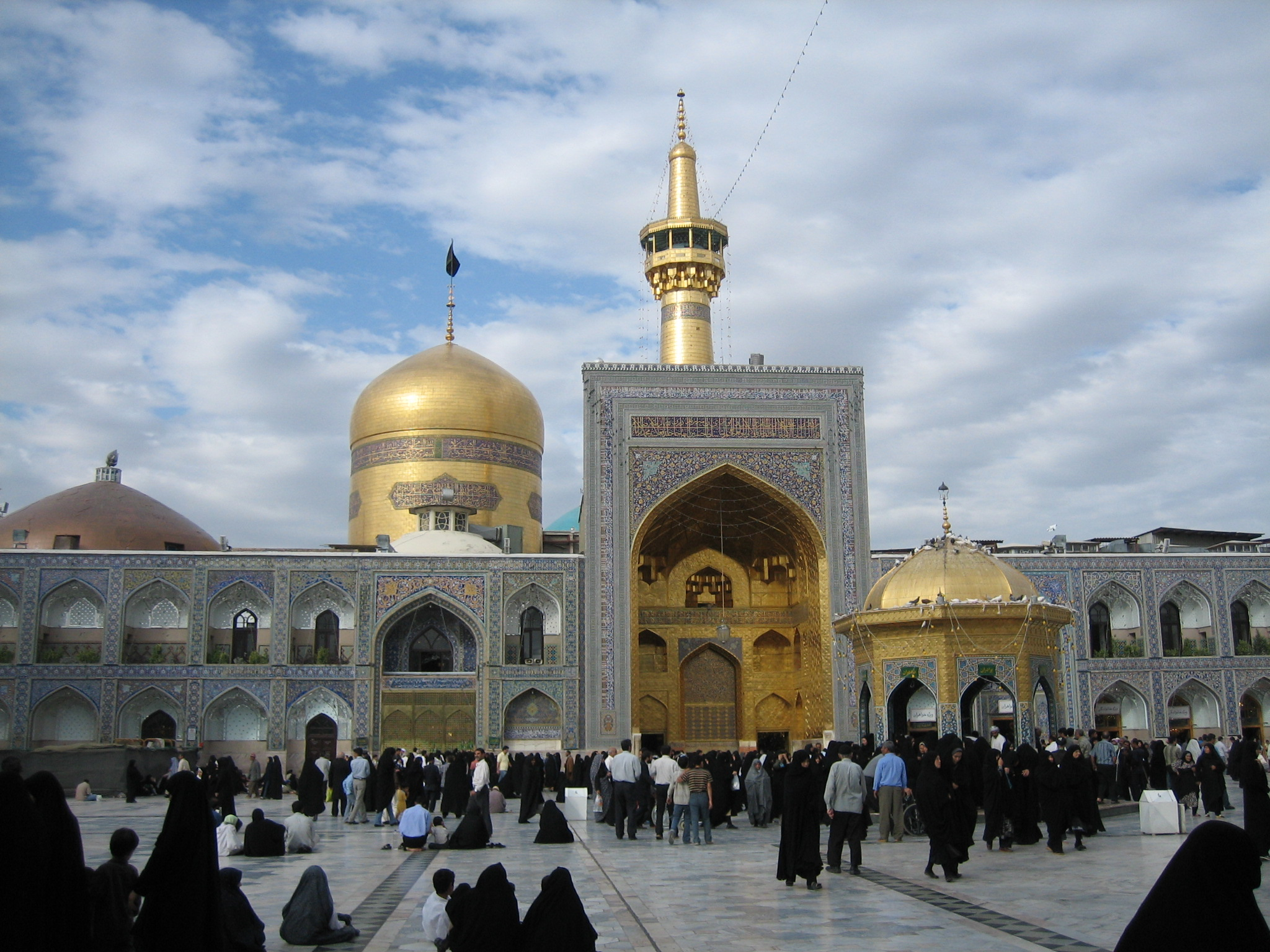
마슈하드 내 가장 중요한 종교 시설 중 하나인 '이맘 레자' 성소

이슬람교는 서기 640년경 무슬림의 이란 정복 이래로 이란의 국교이자 정부 구성의 일부이다. 그리고 시아파가 형성되고 이란 내 종교 및 정치 세력을 이루기까지 몇 백 년이 소요되었다. 시아파의 역사에서 최초의 시아파 국가는 북서 아프리카 지역에 위치한 마그레브의 이드리스 토후국 (780년–974년)이다. 그 뒤에는 알라비 왕조 (서기 864년–928년)가 이란 북부 마잔다란 (타바리스탄)에 건국됐다. 알라비 왕조는 자이드파(이따금 '다섯 이맘파'로도 불림.) 이 왕조는 지역적 특색을 띠었고 이들의 뒤를 이어 두 개의 크고 강력한 왕조가 들어서는데, 서기 909년 이프리키야에 건국된 파티마 칼리파국 및 서기 930년경 이란 중북부 딜라만에 발생하여 1048년까지 이란 중부와 서부를 넘어 이라크까지 확장한 부와이흐 왕조 등이었다. 부와이흐 왕조는 역시도 자이드파이었다. 이후 수니파가 몽골의 침입 및 일 칸국의 성립을 통해 가즈나 왕조 (서기 975년-1187년)를 통해 이란을 지배하였으며 일 칸국은 가잔 칸이 1310년에 시아파로 개종할 때까지 시아파가 세력을 잡지 못하게 하였다.
시아파 집단 간의 차이는 얼마나 많은 종교 지도자들을 신앙에 두는 가에서 비롯하고 여기에서 다섯 이맘파, 일곱 이맘파, 열두 이맘파 등이 발생하며, 이 종교 지도자들은 이슬람의 예언자 무함마드의 딸인 파티마와 그의 사위 알리의 후손들이다. 이 이맘들은 꾸란과 이슬람교에 대한 지식의 최고 원천이자, 무함마드의 순나 (습관 및 일반적 행동)의 가장 신뢰할 수 있는 전래자이자 수호자이며, 가장 가치있는 본보기의 사람들로 여겨진다. 이맘의 혈통 외에도, 열두 이맘파는 꾸란의 이해와 판결을 내리는 문제에 있어 중요한 도구로 이슬람교인들에게 여겨지는 설화들이 기재된, 자신들만의 하디스 경전 모음인 사서를 선호한다. 열두 이맘파에게 이맘의 혈통은 열두 이맘으로 알려져 있다. 이 이맘들 중에 단 한 명만 이란에서 묻혔는데, 바로 이맘 레자 성소에 묻힌 알리 아르리다로 이란에서 시아파 왕조가 들어서기 이전인 765년부터 818년까지 살았다. 열두 이맘파에서 인정받고 있는 마지막 이맘은 서기 868년에 태어난 무함마드 알마흐디로, 당시에 알라비 왕조가 이란으로 자신들의 지배력을 펼치는 한편 아바스 왕조 칼리프 알무타미드와 분쟁을 벌였다. 일부 이맘들은 순례의 성지들이 있는 이라크에 묻혔고, 그 외는 사우디아라비아에 잠들어 있다. 그밖에 시아파의 다섯 순례자 중 두 명은 이란과 연관성을 띠며 샤히드 타니 (1506년–1558년)는 인생 후반기를 이란에서 거주했고, 콰지 누룰라 슈스타리 (1549년–1610년)는 이란에서 태어났다. 시아파의 신학, 관습, 법학 (마드하브) 등 주요 종파는 자파르 알 사디크가 세운 자파리파이다. 또한 이란 내에는 아가 칸 4세를 자신들의 이맘으로 인정하고 있는 니자리 이스마일파 공동체도 존재한다.
시아파가 이슬람 초기 시절 이래로 이란에 터를 잡았고, 10세기와 11세기에는 이란 일부 지역에서 시아파 왕조가 있었음에도, 모르타자 모타하리에 의하면 이란 내 종파와 민중들 대부분은 사파비 왕조 이전까지 수니파였다고 한다.
그렇지만, 이란 내 시아파 역사에서 이란이라는 지역과 시아파라는 종교의 관련성을 확장시킨 중요한 네 가지 전환점이 있다:
- 첫 번째 - 7세기 말을 시작으로 이라크에서 쿰으로 아샤리파에 속하는 사람들의 대규모 이주가 발생했으며, 이때가 이란 내 시아파 설립의 시기이다.
- 두 번째 - 11세기와 12세기 기간 바그다드와 이란의 나자프 등지의 시아파 전통의 영향.
- 세 번째 - 14세기 이란의 힐라파 영향.
- 네 번째 - 사파비 왕조 설립 시기 이란의 자발 아멜과 바레인의 시아파의 영향.[34]

1501년, 사파비 왕조는 시아 계열의 열두 이맘파를 이란의 국교로 성립하였다. 특히나 이스마일 1세가 1501년에 타브리즈를 점령하고 사파비 왕조를 세운 이래로, 그는 열두 이맘파를 국교로 천명하고 수니파들의 개종을 명했다. 오늘날 아제르바이잔 지역의 인구는 오늘날 이란 지역의 인구와 같은 시기에 시아파로 개종하였다. 개종이 이스마일의 강압적인 정책이 의도한 바와 같이 빠른 것은 아니었으나, 현재의 이란과 아제르바이잔 지역에 살던 많은 이들은 1722년 사파비 왕조가 끝날 무렵에는 스스로를 시아파교도로 인식하였다. 이스마일의 백성들 대부분이 수니파였기에 그는 시아파를 강압적으로 강요했고, 그에게 반대하는 자들에게는 사형으로 다스렸다. 수 천 명이 이후에 숙청다하였다. 일부 경우에는 수니에서 시아로 개종을 하려하지 않아 마을 몇 개가 사라졌기도 하였다. 이스마일은 시아파 신앙을 전파하기 위해 바레인, 이라크, 시리아, 레바논 지역의 아랍인 시아파 성직자들을 데려오기도 했다. 시아파 신앙을 아나톨리아 동부의 튀르크멘 부족들에 퍼트리려는 이스마일의 시도는 수니파의 오스만 제국과의 분쟁을 부추겼다. 찰디란 전투에서 오스만 제국에 결정적 패배를 당한 후, 사파비 왕조는 확장 정책이 흔들리게 되었고, 이스마일이 자신의 추종자들 사이에서 나타난 극단적인 신앙 표현을 진정시키려는 통합 과정이 시작되었다. 이스마일 1세는 시아파를 국교로 지정하는 한편, 그의 후임자 타흐마스프는 사파비 왕조의 통치력을 강화하고 이란 내 시아파를 전파하였다. 하렘에서 즐거움과 포도주를 즐긴 시기를 끝낸, 그는 경건함과 검소함의 태도로 변하여, 모든 시아파의 전례를 준수하여, 가능한 한 이를 자신의 수하들과 백성들에게도 강요했다. 아바스 1세 시기, 이란은 번영하였다. 연속한 사파비의 통치자들은 엘리트 계층들에도 시아파를 전파하였고, 시아파 이슬람이 대중들 사이에서 진정으로 자리 잡은 것은 1680년부터 1698년까지 궁정 성직자였던 물라 무함마드 바키르 마즐리시 시기에 이르러서였다.
그 뒤로 이란에는 아프샤르 왕조 (서기 1736년–1796년, 시아파와 수니파와 혼합), 잔드 왕조 (1750년–1794년, 열두 이맘파), 카자르 왕조 (1794년–1925년, 열두 이맘파) 등의 왕조들이 연달아 들어섰다. 1905–11년 기간 일시적인 이란 헌법 혁명이 있었으며 이 과정에서 점진적인 종교 및 자유주의 세력들이 유럽의 제국주의 및 앵글로-이란 석유사의 이익과 연관되어 있던 이란 정부의 신정 통치자들을 상대로 봉기하였다. 세속주의자들의 노력은 마침내 팔레비 왕조 (1925년–1979년)에서 성공을 거두었다. 1953년 이란 쿠데타는 서구 세력들이 조종한 것이었고 여기에서 이란 내 서구 세력들을 향한 반발이 일어났고, 이슬람 공화국 건국으로 이어진 이란 혁명의 배경과 원인 중 하나였다.
이란의 이슬람화부터 이란의 문화적 종교적 표현은 서기 9세기부터 13세기까지 약 400여 년간 이어진 이슬람의 황금기에 참여하였다. 이 시기는 시아파 및 수니파 왕조들을 가로 질러 몽골의 지배기까지 이르렀다. 이란은 자체적인 과학자들과 학자들을 배출해냈다. 뿐만 아니라 거의 모든 이슬람 종파 및 학파들의 가장 핵심적인 학자들은 페르시아인이거나 이란에 거주했었으며 샤이크 사두크, 샤이크 쿨라이니, 무함마드 알부카리, 무슬림 이븐 알하자지, 하킴 알니샤부리 같은 시아파와 수니파의 가장 유명하고 믿을 수 있는 하디스 전승자들 및 샤이크 투시, 알가잘리, 파크르 알딘 알라지, 알자마카샤리 등의 시아파와 수니파의 위대한 신학자들, 알파라비, 나시르 알딘 알투시 등의 위대한 이슬람의 의사, 천문학자, 논리학자, 수학자, 형이상학자, 철학자, 과학자들, 루미, 압둘콰디르 길라니 같은 수피파의 샤이크들 이들 모두가 페르시아인이거나 페르시아 출신이었다. 그리고 종교적 주제로 많은 시를 쓴 하피즈 같은 시인들도 존재한다. 서구에서는 아비켄나로 알려진 이븐 시나는 박식가이자 그의 시대 독보적인 이슬람 의학자 및 철학자였다. 하피즈는 가장 유명한 페르시아의 시인으로 시인의 시인으로 보통 묘사된다. 루미의 중요성은 심지어 오늘날까지 국가와 민족의 경계로 전해진다. 이란, 아제르바이잔, 터키, 아프가니스탄, 타지키스탄, 우즈베키스탄 등의 페르시아어 및 터키어 독자들은 그를 루미를 자신들의 가장 중요한 고전 시인 중 한 명으로 여기며, 역사적으로 많은 시인들에게 영향을 준 인물로 평가한다. 개인을 제외하고도, 기관들도 발생하였으며 그 중에 예시가 11세기에 니잠 알물크가 세운 이슬람 고동 교육 중세 기관인 네자미예이다. 네자미예는 이슬람 세계에서 최초의 체계적으로 조직된 대학이었다. 이 모든 네자미예 중에 가장 유명한 곳은 바그다드의 알니자미야 (1065년 설립)이며 니잠 알물크가 저명한 철학자이자 신학자인 가잘리를 교수로 임명한 곳이다. 그 외의 니자미야는 니샤푸르, 발크, 헤라트, 이스파한 등에 위치해 있었다.
이란의 왕조들이 시아파나 수니파임을 공공연하게 밝히고, 기관과 개인 등은 수니파 또는 시아파 소속임을 말하는 한편, 시아-수니파 관계는 이란 내 이슬람의 일부이고 오늘날에 오늘날에도 지속되고 있으며 아야톨라 호메이니는 또한 수니파와 시아파 이슬람교도들의 단결을 촉구하기도 했다.

#### 수니파
수니파 교도들은 이란 내에서 두 번째로 큰 종교 집단이다. 특히나, 수니파 이슬람교인들은 975년부터 1186년까지 이란을 다스렸던 가즈나 왕조, 그 뒤로는 셀주크 제국 및 몽골의 이란 침입 때까지 이란을 다스렸던 호라즘까지 시아파와 구분하던 시기 이래로 이란 내 권력을 잡았다. 수니파 무슬림들은 가잔 칸 수니파로 개종할 때 다시 세력을 얻었다.
이란 인구의 약 9%가 수니파 무슬림들로, 대부분이 라레스탄의 라레스탄인, 이란 북서부의 쿠르드인, 아랍인, 남서부의 발루치인, 북동쪽의 소수의 이라인, 파슈툰인, 투르크멘인 등이다.
수니파 홈페이지와 단체 등은 자신들의 공동체에 대한 어느 공식적인 기록들이 없다는 것에 불만을 제기하고 일반적으로 측정되는 것보다 자신들의 수가 훨씬 많다고 믿는다. 민주주의 변화는 양측에 있어서도 문제가 되고 있다. 양 측의 학자들은 수니파 인구의 증가에 대해서 말하며 보통 이란 내 인구 변화에 관하여 예측을 내놓기도 한다. 예시로 한 예측에서는 수니파가 2030년 쯤에는 대다수가 될 것이라 주장한다.
산악 지형인 라레스탄은 사파비 왕조 시기 시아파로 개종하지 않은 토착 수니파 페르시아인들이 주로 사는 곳이며 이들이 개종하지 않은 이유는 산악 지형인 라레스탄이 너무나 고립되어 있기 때문이었다. 라레스탄인의 대다수는 수니파 이슬람교인으로, 30% 정도는 시아파 이슬람교인이다. 라레스탄인은 라르어를 구사하는데, 이 언어는 고대 페르시아어 (이슬람 이전 페르시아어)와 루르어 등과 깊은 관계성을 띠는 남서이란어군이다. 수니파인 라레스탄계 이란인은 19세기 말에 다수가 페르시아만의 아랍 국가들로 이주했다. 일부 수니파 에미르 국가들, 바레인, 쿠웨이트 등의 시민들은 라레스탄 혈통이다.
이란의 보건부는 모든 산아 제한 프로그램 및 절차를 정지시킨다고 알렸다. 최고 지도자 아야톨라 알리 하메네이는 인구가 1억 5천 만에서 2억에 이르기까지 증가시키도록 더 많은 아이들을 낳을 것을 여성들에게 촉구했다. 그가 말하길 피임 정책은 20년 전에는 타당했으나, 지난 몇 년간 이를 지속하는 것은 잘못되었다고 하였다. 이 변화에 대해 다수의 추측들이 제시되었는데 이란이 제재로부터 고통받고 있지 않음을 세계에 보여주려는 시도라는 것과 의학 및 사회 안정 비용이 커져가는 가운데 인구 노령화를 피하려는 것, 이란의 본래 문화로 돌아가려는 것이라는 것이었다. 일부 추측에서는 새로운 정책이라는 것이 이란의 수니파 인구가 시아파 인구보다 빠르게 증가하는 것에 대한 최고 지도자의 우려를 해소하려는 것이라는 것이다 (수니파 지역의 7% 성장이 시아파 지역의 1–1.3% 증가와 비교된다).
이란 내 수니파에서 가장 주요한 신학 및 법학 (마드하브) 종파는 아부 하니파가 세운 하나피파이다.
메흐디 칼라지에 의하면, 살라프파의 이슬람적 사고는 최근 몇 년간 이란 내에서 커져가고 있으며 극단주의적인 굴라트 시아파 종파들과 더불어 살라프파는 소셜 미디어와 지하 단체를 통해 연결된 일부 이란 청년들 사이에서 인기를 얻게 되었다고 한다. 이란 정부는 살라프파를 위협으로 보고 있으며 극단주의자들이 스며들 것을 우려하여 살라프파가 테헤란이나 다른 대도시 등에 모스크를 짓는 걸 허용하고 있지 않다.
소수 종교 집단의 신도들, 그 중에서도 특히 시리아 내전 기간 반군을 지지한 수니파 무슬림교도 등이 정부 기관으로부터 박해를 받고 있다는 보고가 있었다. 2022년 동안, 종교적 믿음으로 인한 정부의 박해, 차별, 시민 구금에 대한 일부 보고가 있었다.
2022년, 'University of Religions and Denominations'을 근간으로 한 콤의 연구 기관 대표 메흐디 파르마니안(Mehdi Farmanian)은 수니파가 15,000개의 모스크, 500개의 종교 학교, 100개의 종교 기관 등에서 나타나듯이 이란 내에서 종교적 자유를 누리고 있다고 주장하나, 비판적 분석가들은 예시로 동일한 예산을 받지 못한다거나 인구 수를 저평가 받는다거나 수니파가 여전히 동등한 시민으로 취급받지 않다고 언급하며, 발루치의 수니파 성직자이자 지도자인 압돌하미드 이스마엘자히는 수니파가 인구의 20%를 차지한다고 보았다 (공식적으로는 10%).

#### 수피파
사파비의 수피파 종단은 사파비 왕조 시절에 기원을 했다. 페르시아의 후대 종단은 치슈티 종단이다. 니마툴라히는 이란 전역에서 활동하는 가장 큰 시아파 계열의 수피 종단이며 이란의 쿠르드 지역에서 가장 활발하게 활동하는 수니파 계열에는 낙쉬반디야가 있다. Oveyssi-Shahmaghsoudi 종단은 가장 큰 이란계 수피 종단으로, 최근까지 이란 밖에서 활동하였다.
유명한 수피파 교도에는 알파라비, 알가잘리, 루미, 하피즈 등이 있다. 루피의 유명한 두 저서 '디완에 샴스'와 '마스나비'는 일부에서는 수피의 비밀주의와 문학의 가장 위대한 작품이라고 여겨진다.
1979년 혁명 이래로, 수피의 관습들은 이슬람 공화국의 탄압을 받고 있으며, 일부 수피 지도자들은 추방당하기도 했다.
수피파 집단들에 대한 어떠한 공식적 통계 자료가 없으며, 200만에서 500만 명 (인구의 3–7%) 사이로 추측하는 보고가 존재한다.

### 기독교

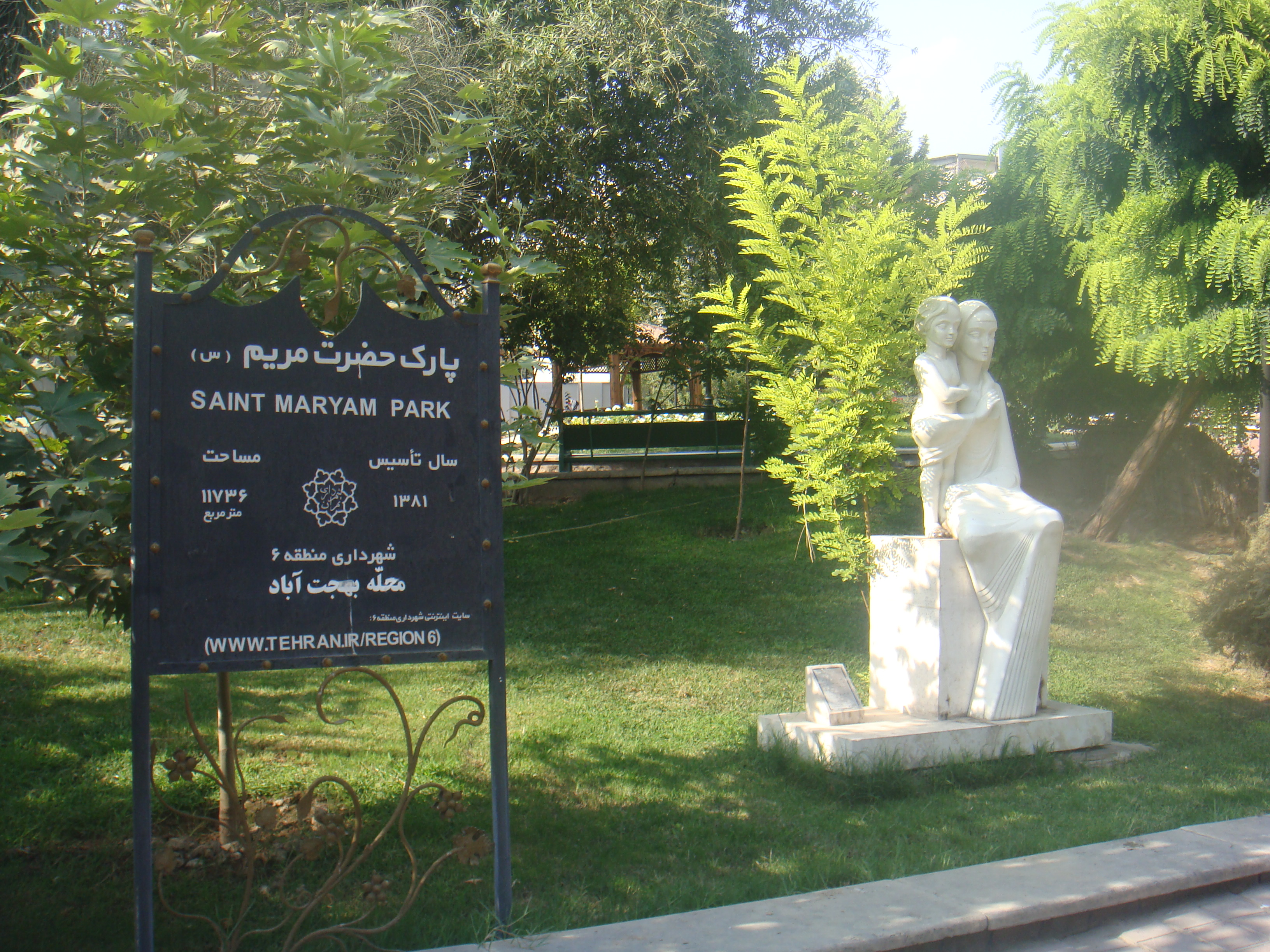
테헤란의 성모 마리아 공원 (2011년 모)

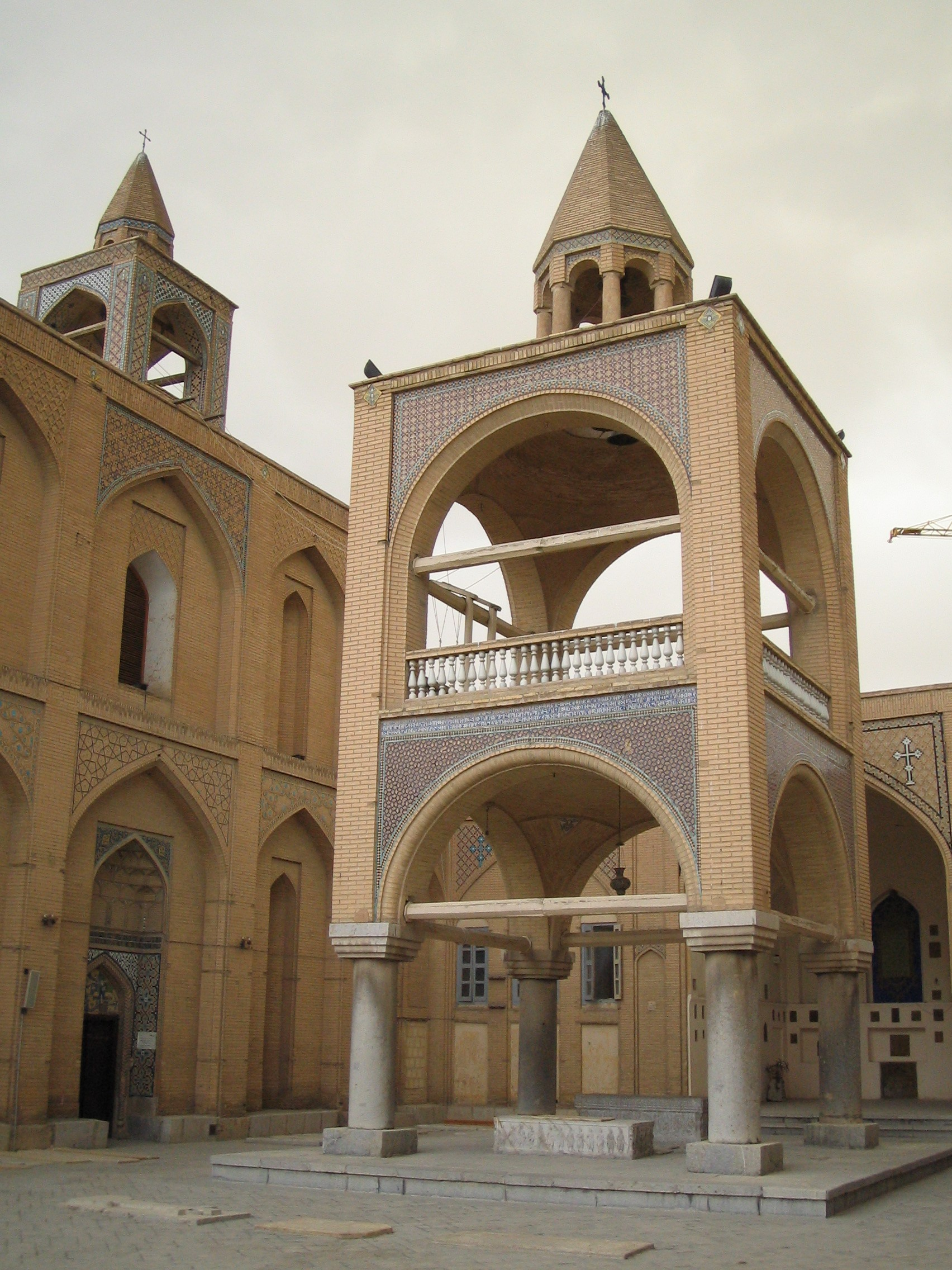
사파비 왕조 시대의 유적인 이스파한에 있는 아르메니아 정교회의 반크 대성당.

기독교는 이란에서 오랜 역사를 지녔으며, 기독교 신앙 극 초기 시절로 거슬러 올라간다. 이란 내에는 아주 오래된 교회들이 존재하며 그 중에 가장 오래되고 큰 곳은 마쿠 남쪽에 위치한 가라 켈리사 (검은 수도원)이라고도 불리는 성 타데오 수도원이다. 이란 내 가장 큰 기독교 집단은 아르메니아 정교회 소속의 아르메니아인들로 110,000명, 250,000명, 300,000명 사이의 신자를 두고 있다. 이란 내에는 수백 개에 달하는 기독교 교회들이 존재하며, 최소한 600여 개는 기독교인들의 예배를 위해 사용되고 있다. 2015년 초를 기준으로, 아르메니아 교회는 대주교 세푸 사르기샨이 이끌고 있으며, 그는 최소한 1980년대 이래로 아르메니아 정교회 총대주교이었던 마누키안 대주교의 뒤를 이었다. 아시리아 기독교인에 대한 비공식 추정치는 20,000명,과 70,000명 사이이다. 이란 외부의 기독교 단체들은 이란 내 개신교 공동체의 규모를 10,000명 미만으로 추산하고 있으나 많은 이들이 비밀리에 신앙 생활을 하고 있어 실제 숫자는 더 많을 수 있다. 1979년 혁명 이후 나라를 떠난 기독교인 이란인 시민권자가 대략 20,000명에 달한다.
기독교는 과거에는 국교인 조로아스터교에, 현재는 시아파 이슬람교라는 그늘에 가려져, 항상 소수 종교이었다. 이란의 기독교인들은 기독교 선교 역사에서 중요한 역할을 하였다. 아르메니아 기독교인들은 항상 소수였지만, 학교에서 자신들의 언어를 사용할 수 있는 교육 기관의 자율성을 유지해왔다. 이란 정부는 만다야교인을 기독교인으로 여기고, 이들을 공인된 소수 종교 세 개에 포함시킨다. 그럼으로 만다야교인들은 자기 자신들을 기독교인으로 여기지는 않는다.
기독교인은 300,000명에서 370,000명 사이로 추정되며 한 가지 추정치에서는 이란 내 무슬림 배경을 가진 기독교인의 수는 10만 명에서 50만 명 사이로 추정된다. 이란 정부가 공인한 비이슬람교 종교 세 개 중에, 기독교는 2011년 인구 조사에서 가장 큰 종교로 나타났다. 'Operation World'에 따르면 복음주의 기독교는 매년 마다 19.6% 성장하며, 이란을 복음주의가 연간 가장 성장률이 높은 국가로 만들고 있다.
이란 내 소수 복음주의 개신교 소수 집단은 휴먼 라이츠 워치에 따르면 이들이 '무슬림들의 개종을 받아들이고 개종을 시키려 하기' 때문에 이슬람 정부의 '불신과 적대감'의 대상이라고 한다. 1990년대 휴먼 라이츠 워치에 의하면, 성직자가 된 기독교로 개종한 무슬림 두 명이 배교와 다른 혐의로 사형이 내려졌다고 한다. 그 외에 배교자들의 처형에 대해 보고된 것은 아직까지 없다. 그렇지만 유세프 나다르카니, 사이드 아베디니 등의 많은 사람들이 최근까지 배교로 인해 괴롭힘 받고 구금되고 사형에 처했다. 이란은 기독교인들이 극심한 박해에 놓이는 50개국을 매년 순위 매기는 오픈 도어 선교회의 World Watch List의 2022년 선정 당시에 9위에 올랐다.

### 만다야교
이따금 사비교(꾸란에서 언급됐으며 일부 종교 집단들에서 오래전부터 불러온 이름인, 신비스러운 사비인에서 비롯)라 불리는 만다야교는 영지주의적, 일신교인 민족 종교로, 이 종교의 신자들인 만다야교인들은 야흐야 이븐 자카리야로도 알려진 세례자 요한을 따른다. 이란의 만다야교인의 수는 논란의 소재이다. 2009년, AP 통신에 따르면 이란 내 5,000명에서 10,000명 사이가 있을 것이라 하였고, 알 아라비야에서는 2011년에 최대 이란계 만다야교인이 60,000명이 있을 것이라 하였다.
이란 혁명 시기까지, 만다야교인들은 과거부터 토착민들인 아랍인들과 같이 거주했던 후제스탄주에 집중되어 있었다. 이들은 주로 금세공업에 종사했었고, 세대를 이어 나갔었다. 샤가 몰락한 뒤, 만다야교인들은 커진 종교 핍박에 직면했고, 많은 수가 유럽과 미국 등에 새로운 터전을 잡으려 했다.
2002년 미국 국무부는 이란의 만다야교인들에게 난민 지위를 부여하였다. 그때부터 약 1,000명이 미국으로 이민왔으며, 현재 샌안토니오 등의 도시들에서 거주하고 있다. 다른 한편, 이란의 만다야교 공동체는 한때 60,000명–70,000명에 이르렀던 주요 만다야교 공동체인 이라크에서 비롯한 엑소더스로 인하여 지난 십년 간 규모가 커졌다.

### 야르산교
야르산 또는 아흘에 하크(Ahl-e Haqq)교는 14세기 후반 이란 서부에서 술탄 사하크가 창교한 혼합주의 종교이다. 이란 내 야르산교인의 정확한 수는 이들이 이란 정부로부터 인정받지 못하여 알아내기가 어려우나, 'Encyclopedia of the Modern Middle East and North Africa'에서는 2004년 기준 이들의 수를 1,000,000명으로 추측했으며, "인권 단체와 언론 기관" 등은 1백만 명 사이 그리고 2022년 미국 국무부에 따르면 3백만 명이라고 한다. 이들은 주로 구란 쿠르족으로, 주로 이란 서부와 이라크 지역에서 찾아볼 수 있으며, 페르시아인, 로리인, 아제르바이잔인, 아랍인 신자로 이뤄진 소규모 집단도 존재한다. 이란의 이슬람 공화국 정부는 보통 야르산교인들을 '수피즘을 따르는 시아파인'으로 여기나, 야르산교인들은 자신의 신앙이 독자적인 것으로 여기며, 야르산, '아흘에하크'(Ahl–e–Haq) 또는 '카카이'(Kakai)라 칭한다. 이란 정부에서 허용한 종교 중 하나를 등록한 시민만이 정부의 혜택을 볼 수 있기에, 야르산교은 보통 시아파로 등록한다.

### 유대교

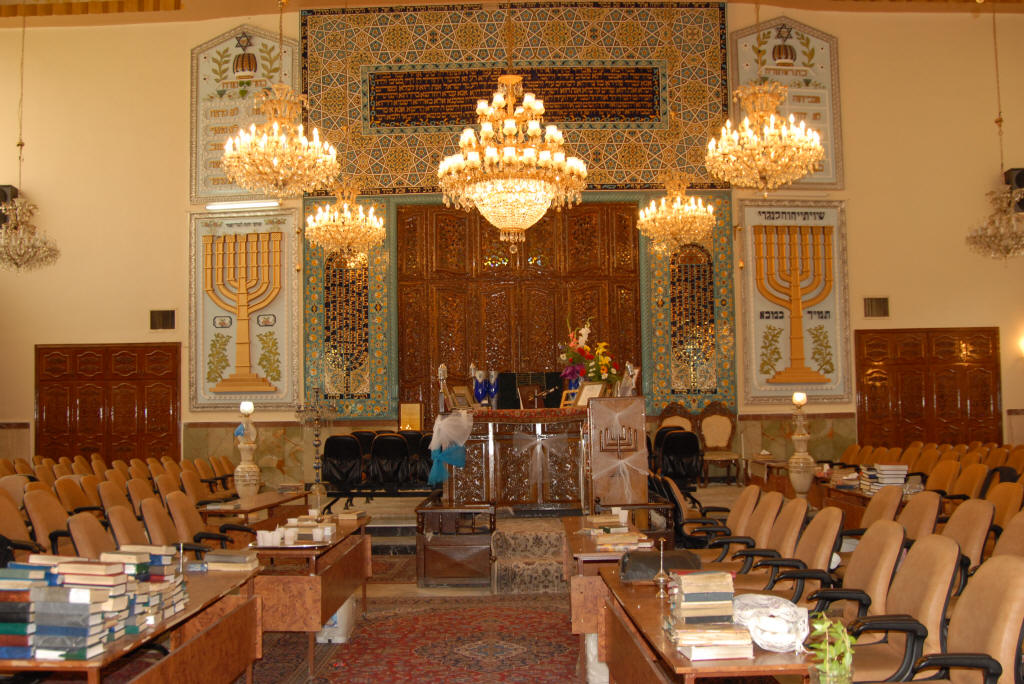
테헤란의 유세프 아바드 시나고그

유대교는 이란 내에서 행해진 가장 오래된 종교 중 하나로 후기 성경 시대까지 거슬러 올라간다. 이사야서, 다니엘서, 에즈라기, 느헤미야기, 역대기, 에스테르기 등 성서 등은 페르시아의 유대인의 삶과 경험들의 내용을 담고 있다.
이란은 이슬람 국가 중 가장 많은 유대인 인구를 보유하고 있는 것으로 알려져 있으며, 터키 및 아제르바이잔 등에도 상당한 규모의 유대인 공동체를 두고 있다. 최근 몇 십년간, 이란의 유대인 인구는 일부 자료에 따르면 25,000명이라 전해지며, 추정치는 낮으면 11,000명에서 많으면 40,000명 등 다양하다. 2011년 이란의 인구 조사에 의하면 이란의 유대인 수는 이전의 추정치보다 많이 적은 8,756명이다.
이란의 유대인 공동체가 이스라엘을 제외한 중동 내 최대 규모이며 안정과 존중을 받는다고 전해졌다. “저희는 필요한 종교 의례를 위한 시설들을 모두 갖췄다고 생각하며, 우리 신자들은 아주 자유롭다고 말할 수 있습니다. 어떠한 문제도 없습니다. 많은 경우에 저희는 무슬림들 이상으로 존중받고 있다고 말할 수도 있겠습니다,”라고 USA TODAY를 방문한 이란의 시나고그의 60세의 랍비인 네야트 골쉬라지(Nejat Golshirazi)가 답하였다.
이민 현상이 1979년 이슬람 혁명 이전부터 이란 내 거주하는 유대인 인구 75,000명에서 80,000명을 낮췄다. World Jewish Library에 따르면, 이란 내 대부분의 유대인들은 테헤란, 이스파한 (3,000명), 쉬라즈 등에 거주한다. BBC에서는 야즈드가 유대인 가정 10 가구의 거처이며, 그 중에 여섯은 혼인 관계가 있는 곳이라 하였다. 그렇지만 일부에서는 그 수가 더 많을 것으로 추측한다. 역사적으로도, 유대인들은 더 많은 이란 도시들에서 존재했었다.
오늘날, 이란의 가장 큰 유대인 집단들은 미국에서 찾아볼 수 있으며, 미국은 대략 100,000명의 이란계 유대인들의 터전으로, 특히나 로스앤젤레스와 뉴욕 지역에 정착했었다. 이스라엘은 2세대를 포함하여 75,000명의 이란계 유대인들의 거점이다.

### 바하이교
바하이교는 1840년대 이란에서 시아파 이슬람교의 메시아 운동에서 기원했다. 이에 대한 반발은 빠르게 일어났고, 당시 이란의 수상이던 아미르 카비르는 바브교를 위협으로 여기고 바브교 운동의 창시자인 바브를 비롯하여 많으면 신자 2,000명에서 3,000명을 처형할 것을 명했다. 또 다른 예시로는 저명한 바하이교 신자 두 명이 체포되어 1880년경에 처형당했는데 당대의 이맘-줌이가 사업으로 인해 이들 두 명에게 거금의 빚을 졌는데 이 빚을 갚는 대신에 그는 이들의 재산을 몰수하고 바하이교도라는 이유로 공개적으로 조롱받게 했. 이 사건의 목격자들이 그들의 무고함을 증언했음에도 이들의 처형은 이뤄졌다.
시아파 성직자뿐만 아니라 여러 이란인들은 바하이교에 대해서 이단 (바하이교의 창시자 바하올라는 자신의 예언 능력이 무함마드를 능가한다고 하였다)으로 보는 경향을 이어나가고 있고, 결과적으로 바하이교는 많은 편견을 직면하고 있고 일반적으로 박해의 대상이다. 바하이교의 상황은 팔레비 왕조 시절 정부가 대중들의 삶을 세속화 시키는 데 활발하였기에 나아졌었으나, 바하이교를 적극적으로 박해하는 단재들이 존재했었다 (그 밖에도 아이들은 바브와 바하이교 신자들을 비난하는 저주를 배우기도 했다). 호자티예흐는 이슬람 성직자들이 조직한 반비밀 성격의 전통주의적 시아파 단체이며 바하이교를 이슬람교에 대한 즉각적인 위험으로 보았다. 1955년의 라마단 기간이던 3월부터 6월까지, 정부와 성직자들이 협력하여 광범위하고 체계적인 계획이 실행되었다.이 기간에 이들은 테헤란에 위치한 바하이교단의 본부 건물을 파괴하고, 재산을 압류하였고 바하이교 신자가 되는 것을 불법으로 삼았다 (2년에서 10년간의 구금형). 사바크 (팔레비 왕조 시기 비밀 경찰국)를 창설한 테이무르 바크티아르는 당시에 직접 곡괭이를 들고 와 건물을 파괴했다고 한다.

### 불교

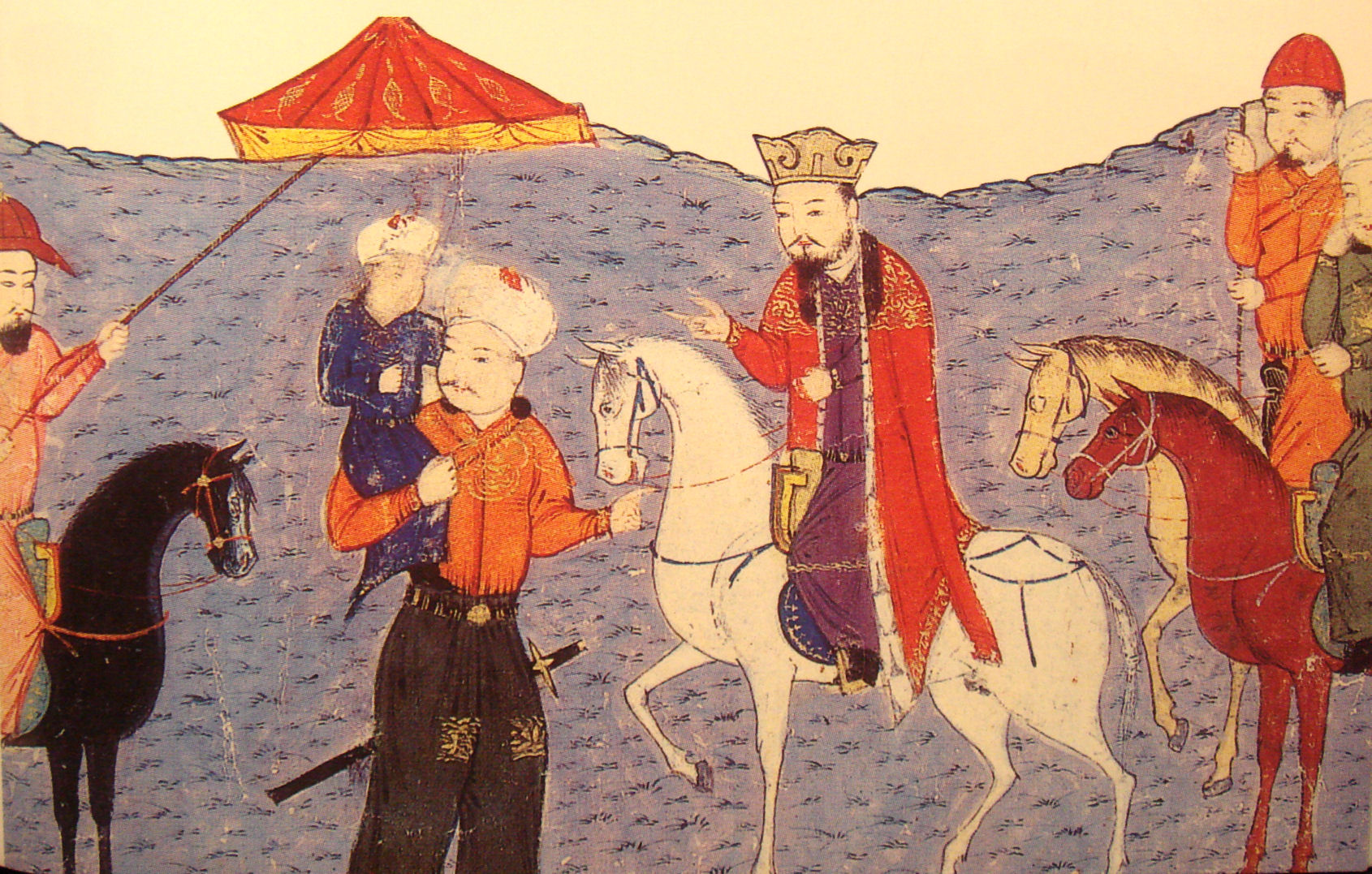
몽골 통치자 아르군 칸 및 아바카 칸 등은 불교도였다. 라시드웃딘이 쓴 14세기의 《연대기의 집성》.

이란의 불교는 안세고 등이 중국의 불교를 퍼트리는 활동하던 기간인 파르티아 시절인 2세기 때로 거슬러 올라간다. 중국어로 된 불교 문학에 대한 가장 이른 번역본 중 다수는 파르티아 및 오늘날 이란과 연관성을 띠는 왕국들에서 비롯한 것들이다.

### 시크교
이란에는 아주 작은 규모의 시크교 공동체가 존재하며 대략 60 가구에 대부분이 테헤란에 거주한다. 이들 중 다수는 이란 시민권자들이다. 이들 또한 테헤란에서 구르드와라도 운영하고 있다.
이란의 시크교는 이란 내 가정에서도 익숙한 것은 아니어서 테헤란의 많은 시민들은 자신들의 도시에 구르드와라의 존재 자체도 모르고 있다. 이는 테헤란이 이란의 수도라는 점과 이란이 시아파 외의 다른 종교에 비관용적이라는 평판에서 비롯한 것이다. 미국은 반복적으로 이란을 자신들의 종교를 바탕으로 해서 시민들을 박해하고 있다고 비판해오고 있다. 이란의 시크교도들이 다른 소수 종교들처럼 박해를 받고 있지만, 이들은 꽤나 다른 소수 종교 집단들의 선망을 받고 있다. 테헤란 내 신자들은 테헤란의 이웃 시민들에게서 어떠한 차별을 느낀 적이 없다고 증언하기까지 했다.
시크교도들은 20세기를 시작으로, 최종적으로 파키스탄이 된 영국이 지배하던 인도 지역에서부터 이란으로 이주를 하기 시작했다. 이들은 본래 이란 동부에 정착했으나 서서히 테헤란으로 이주하였다. 1979년 이란 혁명 이전 시크교 공동체는 많으면 5,000명에 다다랐으나, 혁명 및 이라크 전쟁 이후로는 그 수가 감소하였다. 이 엑소더스의 부분적 이유는 이란 혁명 이후 세워진 신 이란 정부가 제정한 법률 및 제한에서 비롯한 것이었다.
최근 이란에는 테헤란, 마슈하드, 자히단, 부셰르 등에 구르드와라가 있다. 시크 신자들은 매주 금요일 아침과 저녁에 열리는 예배와 아칸드 파트 이후에 열리는 구루카랑가르에 참석한다. 이들은 또한 학교를 설립하고 학생들에게 펀자브어와 다르마 등을 가르치며 공동체에 이바지한다. 이란 내 시크교도의 수가 감소하는 가운데 이란에 위치한 구르드와라에 부속된 학교는 비시크교도에게도 개방하고 있다. 실제로도 학생들의 다수는 인도나 그 주변 국가 출신들이다.

## 통계 자료

### 최근 인구 통계에 대한 조사
세계 가치관 조사에서 2020년에 실시한 조사에 따르면 이란인의 96.6%는 이슬람교를 믿는다. 월드 팩트북에 의하면, 이란의 무슬림 중 약 90–95%는 본인을 국교인 시아파, 대략 5–10%는 수니파와 수피파라고 여긴다.
2011년 이란의 인구 조사에 따르면, 이란인의 99.98%는 이슬람교를 믿고, 인구의 나머지는 공인된 소수 종교인 기독교, 유대교, 조로아스터교를 믿는다. 무교 및 그 외 종교 (바하이교 포함) 등은 이란 정부로부터 인정을 받지 못하였고, 이슬람교에서 배교는 사형에 처해지기는 대상이기에 정부의 수치는 왜곡되었을 수 있다.

### 종교 신앙과 독실함에 대한 통계 자료
이란의 헌법은 인가 받은 비이슬람교의 수를 셋 (조로아스터교, 유대교, 기독교)으로 제한시키고 있고, 이슬람 공화국의 법률은 무신론 및 무슬림이 다른 종교로의 개종을 금지하고 있다. 이란의 종교 신앙에 대한 정확한 자료를 얻는 것은 이란 사람들이 '외부인에게 자신의 의견을 공유하는 것에 대해 불편함을 느껴' 어려움에 놓여 있다.
U.S. 뉴스 & 월드 리포트에 따르면 3월 22일부터 5월 23일까지 전세계의 약 17,000명을 대상으로 한 조사에서 이란은 2024년에 가장 종교적인 국가 3위로 나타났다.
| 종교           | 백분율   | 신자 수      |
| -------------- | -------- | ------------ |
| 무슬림         | 99.3789% | 74,682,938명 |
| 기독교인       | 0.1566%  | 117,704명    |
| 조로아스터교인 | 0.0336%  | 25,271명     |
| 유대인         | 0.0117%  | 8,756명      |
| 그 외          | 0.0653%  | 49,101명     |
| 불명           | 0.3538%  | 265,899명    |

| 출처             | 연도 | 결과 |
| ---------------- | ---- | --- |
| 퓨 연구센터      | 2009 | 모든 이란의 무슬림 중 90-95%가 시아파 교인. |
| 퓨 연구센터      | 2010 | 이슬람교인(99.5%), 기독교인 (112,100명), 비인가 종교인 (110,500명), 힌두교인 (16,400명), 유대교인 (< 10,000명), 불교인 (< 10,000명), 민속 종교인(< 10,000명), 그 외 (149,400명).                                                                                |
| 갤럽 조사        | 2016 | "전화 및 대면 인터뷰 조사" 방식을 사용하여, 이란인의 86%는 종교가 '일상에서 중요하다'라고 답하며 2006년의 76%에서 상승했다. |
| 퓨 연구센터      | 2018 | 이란인의 78%는 일상에서 종교가 아주 중요하다고 생각한다. 같은 연구 조사에서 이란인의 38%는 매주 종교 행사에 참여한다고 답하기도 했다. |
| 퓨 연구센터      | 2019 | 이란인의 87%는 매일 예배를 한다고 답했는데, 이는 아시아 태평양에서 두 번째로 높으며 아프가니스탄 (96%) 다음이자 인도네시아 (84%)보다 앞선 수치이다. |
| 세계 가치관 조사 | 2022 | 이란인의 96.6%는 이슬람교인이라 여기지만, 14.3%는 또한 본인이 종교적이지 않다고 하였다. |
| GAMAAN           | 2020 | 시아 (32%), 수니 (5%), 시아계 수피 무슬림 (이르판 가로) (3%), 무교 (22.2%), 무신론자(8.8%), 불가지론자 (5.8%), 인문주의자 (2.7%), 조로아스터교 (7.7%), 기독교 (1.5%), 바하이교 (0.5%), 유대교 (0.1%), 영적인 것을 믿으나 종교적이지 않는 자 (7.1%) 등이 있었다. |
| GAMAAN           | 2022 | 2022년 2월 조사: 시아 (56%), 수니 (5%), 수피 (4%), 조로아스터교 (1%), 무교 (12%), 무신론 (10%), 불가지론 (7%). 2022년 12월 조사: 자연신론(26%), 시아 (38%), 수니 (5%), 수피 (3%), 조로아스터교 (5%), 무교 (9%), 무신론 (7%), 불가지론 (3%).                     |

1979년 혁명 이전, 시아파 성직자들은 가장 신뢰받는 사회 집단이었다. 하지만 이슬람 안내와 문화부가 실시한 2023년 비밀 조사에서는 응답자의 25%만이 어느 정도의 신뢰받는 수준이라 답하였다. 대략 56%는 신뢰하지 않다고 표했고, 그 외 나머지 18%는 그 사이이다.

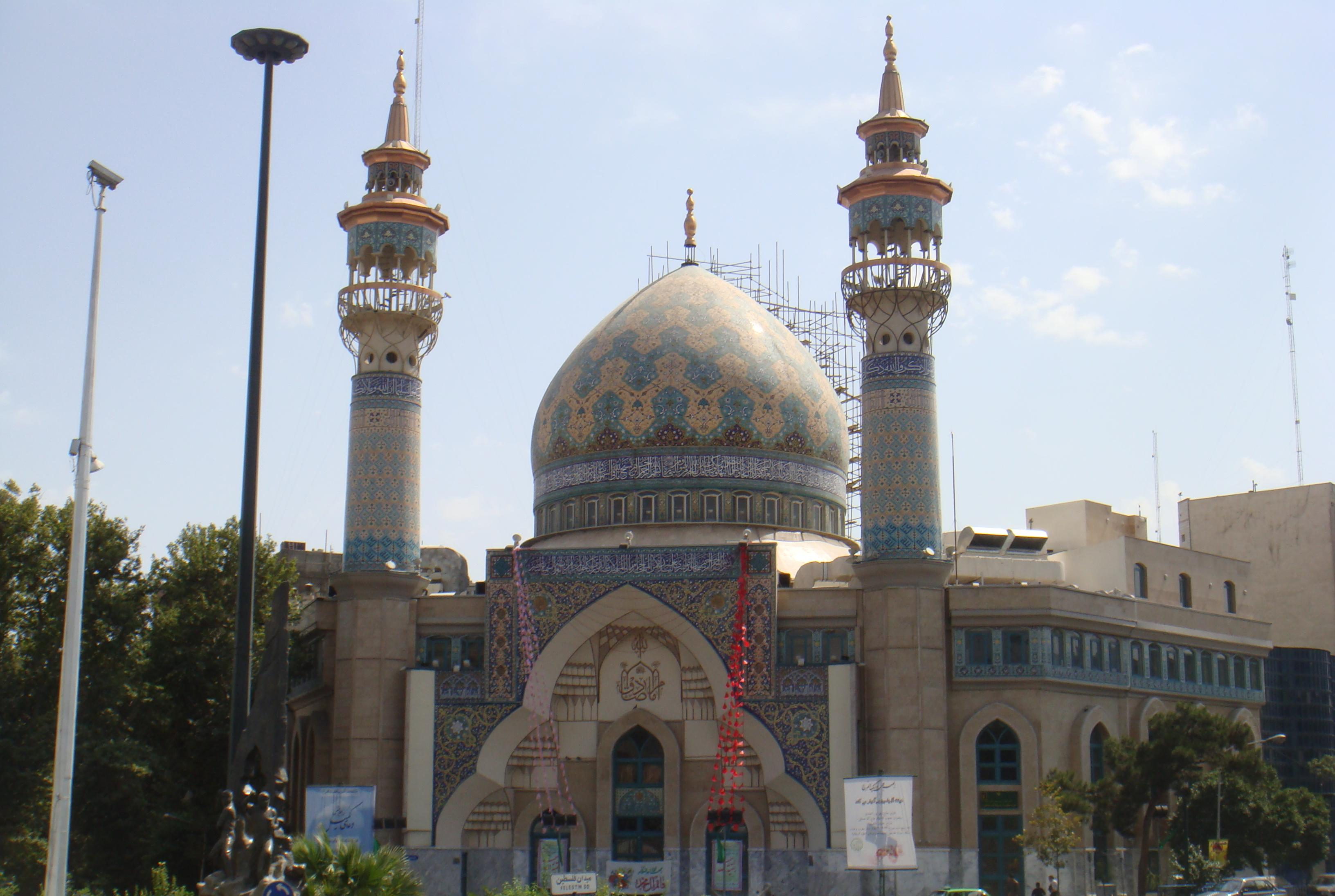
테헤란의 시아파 모스크

이란 내 몇몇 주요 종교의 소수 집단들이 있으며, 바하이 신자 (약 300,000명-350,000명)와 기독교인 (약 300,000명 – 370,000명이며 그 중에 한 집단은 200,000명에서 300,000명에 이르는 아르메니아 사도교회의 아르메니아인)이 가장 크다. 작은 집단에는 유대인, 조로아스터교인, 만다야교인, 야르산교인, 부족 집단 등이 따르는 토속 종교 등이 있다.

## 현시점

### 법적 지위

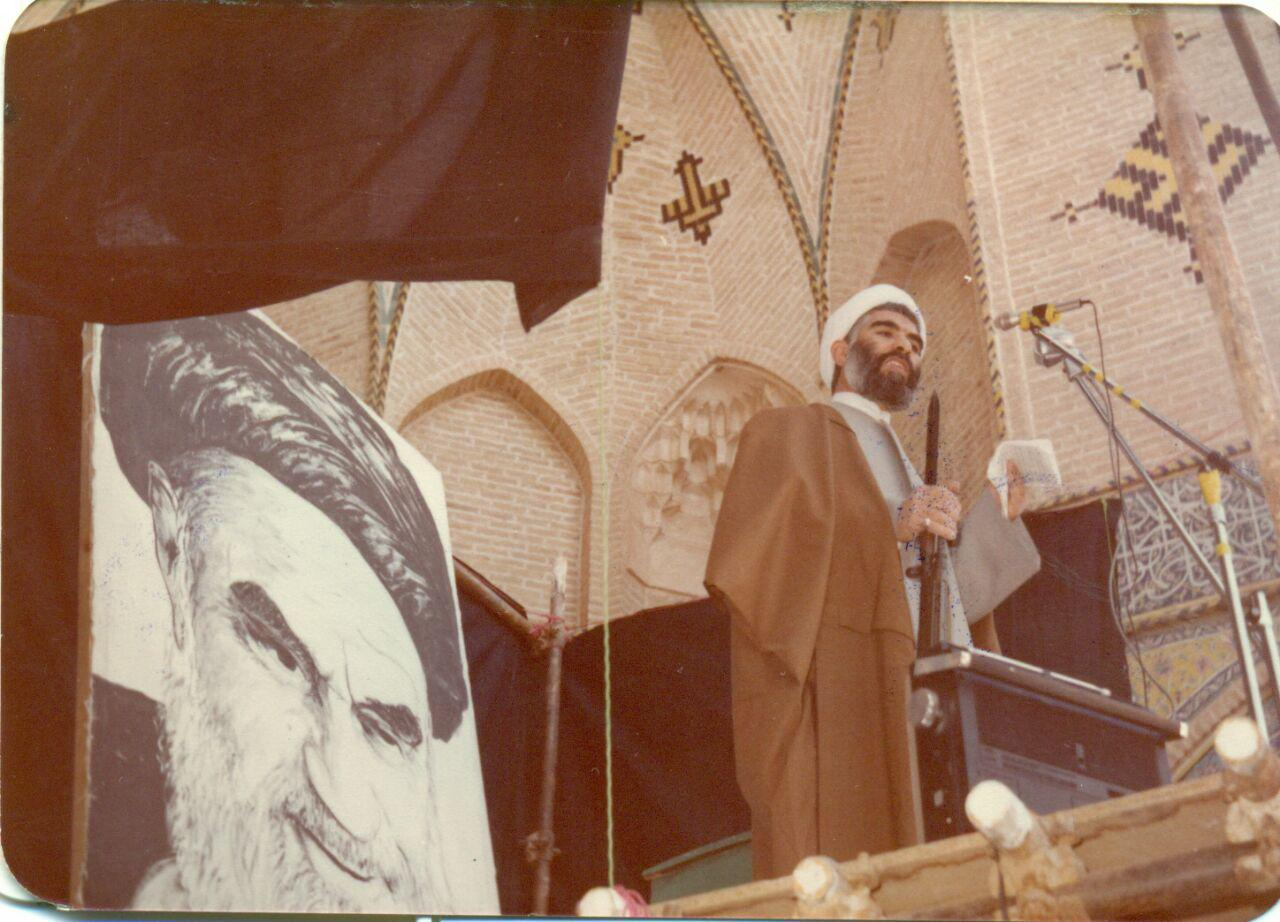
1981년 셈난에서 열린 주무아에서 설교를 하는 하메네이의 대변인 아바스 알리 악타리. 주무아의 설교자는 이란 이슬람 정부의 이념과 의도를 알려는 데 있어 정권에 중요한 역할을 한다.

이란 이슬람 공화국의 헌법은 이슬람교, 기독교, 유대교, 조로아스터교만을 공식 종교로 인정한다. 이란 헌법 제13조는 이 종교들을 '책의 사람들'이라 인정하고 있고 이란 내에서 종교적 자유를 누릴 권리를 부여하였다. 이란 의회 270석 중에 다섯 석이 이들 세 종교에 배석되어 있다.
조로아스터교인, 유대인, 기독교인 등은 이란 정부에 의해 공식적으로 인정받고 보호를 받고 있다. 예시로, 큰 사회적 혼란이 있던 1979년 망명에서 돌아온 직후, 혁명의 지도자인 아야톨라 루홀라 호메이니는 유대인을 비롯한 다른 소수 집단들을 잘 대할 것을 명하는 파트와를 내렸다.
2017년, 야즈드의 조로아스터교인 의원의 재선을 두고 논란이 일어났으며, 해당 문제에 관해 명백한 법률 재정이 된 것이 없었기 때문이었다. "이란의 지방 및 대통령 선거가 열리기 약 한 달 전인 4월 15일, 수호자 위원회의 회장인 아흐마드 자나티(Ahmad Jannati)는 무슬림들이 인구의 대부분인 지역인 도시 및 마을 의회 선거가 열리는 곳에서 비무슬림의 출마를 못하게 하는 직접적인 요구를 공표했다." 2017년 11월 26일, 이란의 입법자들은 소수 종교 집단 신자들이 도시 및 마을 의회 선거에 후보자로 출마할 권한을 부여할 긴급 법안을 허용하였다. 이 법안은 찬성 154표에 반대 23표, 기권 10표가 나오며 통과됐다. 총합 204명의 입법자들이 의회 개정 기간에 참석했다.
다른 한편, 고위직은 무슬림들에게 배정되어 있다. 수니파를 포함해서 모든 소수 종교 집단의 신도는 대통령 선출이 금지되어 있다. 유대교, 기독교, 조로아스터교 학교 등은 무슬림 교장들이 운영하게끔 되어 있다.
최근까지 비무슬림 피해자의 죽음에 대해서 그 가정이 받을 피해 보상금의 액수가 무슬림 피해자의 사망보다 낮았다. 이슬람교로 개종은 이슬람 상속법에 의해 권장받고 있으며, 해당 법에서 이슬람교로 개종한 개종자는 형제들 (또는 친척들)이 비무슬림으로 있을 경우 부모의 유산 (또는 심지어는 숙부의 유산) 전체를 상속할 수 있다.
전체적으로, 이란의 법률, 제한 사항, 대중들의 차별, 박해 등이 이란의 비무슬림 인구를 급격하게 떨어트리도록 유도하고 있다. 예시로, 이란의 유대인 수는 혁명 직후 20년 만(대략 1978년부터 2000년)에 80,000명에서 30,000명으로 줄어들었다. 2012년경, 9,000명 아래로 떨어졌다.

### 종교의 자유
이란은 이슬람 공화국이다. 이란의 헌법은 국교가 이슬람교, 특히 이슬람교의 열두 이맘파임을 지정하고 있으며 (이란의 이슬람교 참조), 다른 이슬람 종파도 완전한 존중의 대우를 받는다. 모든 이슬람교의 종파 신자들은 자신들의 종파에 따라 종교 의식을 할 자유가 있지만 아마디야 같은 일부는 인정하고 있지 않다. 이란 헌법은 이란의 조로아스터교, 유대교, 기독교 등을 종교 종교 집단으로 인정하고 있다.
일부 종교 집단들이 무슬림과 동일한 권리를 누리지 못하는 반면, 종교의 자유에 대한 불만은 이란 내 가장 큰 소수 집단으로, 적극적인 박해에 직면하고 있는 바하이교의 박해를 두고 다뤄진다. 2005년 기간, 일부 주요 바하이교의 묘지와 성소 등이 허물어졌으며, 종교 신앙을 기반으로 한 구금, 괴롭힘, 협박, 살인에 대한 소식들이 있었다.
'후두드' 법령은 동일 범죄에 대해 무슬림과 비무슬림의 다른 처벌을 규정하고 있다. 예로 간통의 경우, 무슬림 여성과 간통을 저지른 혐의 무슬림 남성은 태형 100회에 처하고, 무슬림 여성과 간통을 저지른 비무슬림 남성은 사형에 처한다. 2004년, '위자료'(디야)의 불평등이 사라졌으며, 기독교인, 유대인 또는 조로아스터교인을 죽게 하거나 다치게 한 가해자가 지불한 금액이 이슬람교인을 해한 것과 동일하게 바뀌었다. 그럼에도, 2009년, 국제 종교 자유 보고서는 바하이교 신자는 이 개정 사항에 포함되지 않았고 이들의 피는 '모바흐'(Mobah, 처벌을 받지 않고 넘어갈 수 있는 것)으로 여겨진다고 보고했다.
이슬람교에서 다른 종교로 개종 (배교)은 금지되어 있고 사형에 처할 수도 있다. 헌접 제23조에서 "개인의 신앙에 대한 조사는 금지되어 있고, 그 누구도 단순히 특정한 믿음을 가지는 것에 대해 괴롭힘이나 비난받을 수 없다"라고 규정하고 있다. 하지만 또 다른 조항인 167조에서 판사에게 "권위 있는 이슬람 경전과 신뢰할 수 있는 파트와(종교 법학자들의 허가를 받은 판결)를 근거로 판결을 내릴 재량권"을 부여하고 있다. 아야톨라라는 칭호를 부여받은, 이슬람 공화국의 창시자이자 성직자인 루홀라 호메이니는 "이슬람교에서 개종 또는 배교하는 것에 대한 처벌은 사형이다"라는 판결을 내렸다."
하셈 아그하자리와 하산 유세피 에슈케바리 등 최소한 두 명의 이란인은 이란 이슬람 공화국 법원이 이슬람에 대한 위반으로 간주하는 발언이나 활동, 그리고 외부인들에게는 이슬람 개혁주의 정치 표현으로 보이는 행위로 인해 배교 혐의로 체포되어 기소되었다 (처형은 내려지지 않음). 하셈 아그하자리는 이슬람 성직자들을 "맹목적으로 따르지 말라"라고 하며 이란인들에게 촉구한 혐의로 배교에 대한 유죄 판결을 받았다.  하산 유세피 에슈케바리는 반정부 시위자들에 의해 방해를 받은, 독일 베를린에서 열린 선거 이후 이란 컨퍼런스에 참석하여 배교죄로 기소를 받았다. 
2018년 11월 16일, 구금된 수피의 데르비시 두 명이 자신들의 친우 8명에 대한 정보를 요구하는 단식 투쟁에 나섰다.
2018년 11월 말, 수도 테헤란 근처의 바라민에 있는 여성 교도소인 콰르착의 소장은 소수 종교 수감자 세 명이 압수당한 재산을 돌려달라고 요구하자 이들을 공격하고 구타했다.
2022년에, 이란의 인권 운동가들의 연간 보고서는 종교 권리가 연루된 199개의 사건 기록하였는데, 이 중에는 체포 140건, 경찰의 자택 침입 94건, 종교 시설의 폐쇄 두 건, 구금 39건, 여행 금지 조치 51건 (이동의 자유 침해), 종교적 신앙에 대한 재판 11건이 있었다. 이 사건들의 거의 3분의 2 (64.63%)는 바하이교의 권리 침해가 연루되어 있었고, 20.84%는 기독교인의 권리, 8.84%는 야르산교인의 권리, 4.63%는 수니파, 0.42%는 데르비시 경우였다.
2024년, 이란은 프리덤 하우스가 선정한 종교의 자유 4점 만점 중 0점을 기록하였고, 같은 해 오픈 도어가 선정한 기독교인에게 가장 힘든 장소 8위에 올랐다.

### 바하이교
바하이교는 이 종교가 이란에서 시작된 이래로 박해를 받아오고 있다. 1979년 혁명 이래로 바하이교인의 박해는 억압, 시민권과 자유의 박탈, 그리고 고등교육 및 고용 기회의 차단으로 인해 증가했다. 1986년 당시 이란에는 추정 상 바하이교인 350,000명이 있었다. 바하이교인들은 대도시들에서는 밀집해 있는 가운데 이란 전역에 소규모 공동체로 흩어져 있다. 대부분의 바하이교인들은 도심 중심이지만, 일부 바하이교 마을들도 존재하며, 특히나 파르스와 마잔다란에 집중 되어 있다. 바하이교인의 다수는 페르시아인이지만, 상당한 규모의 아제르바이잔계 바하이교인도 있고, 쿠르드인 중에서도 존재한다. 바하이교인은 이란 헌법으로 인정도 보호도 받지 못하고 있다.
바하이교인의 사회적 상황은 1979년 혁명 이후 급격하게 바뀌었다. 단체 '호자티예'(Hojjatieh)는 1979년 혁명 기간 번성하였지만 1983년 8월 12일 아야톨라 루홀라 호메이니의 연설 이후 해체되어야 했다. 하지만, 2002년에서 2004년경 재건의 신호가 있었다. 호자티예 그 이상으로, 이슬람 공화국은 바하이교인들을 종교 소수 단체로 인정하지 않고, 공식적인 박해를 가하고 있는데 "신도 약 200명이 처형당하거나 개종을 하거나 끔찍한 장애의 대상이 되어야 했다." 1979년 말을 시작으로 신 정부는 바하이교의 National Spiritual Assembly (NSA)와 Local Spiritual Assemblies (LSAs) 등을 대상으로 하여 바하이교 공동체의 지도층을 체계적으로 목표로 삼았다. NSA 및 LSAs의 주요 인사들은 살해당하거나 사라졌다. 대부분의 보수적인 무슬림들과 마찬가지로, 호메이니는 바하이교인들을 배교자로 보았으며, 예시로 다음을 언급한 파트와를 발표했다:
공물 [비무슬림이 지불하는 비용]이라는 것이 이전 종교의 신자가 인정하지 않은 다른 종교로 바꾸는 것을 받아들일 수 없다. 예를 들어, 유대인에서 바하이교인이 된 자는 이슬람교를 받아들이거나 처형당하는 것외에 선택지란 없다.
그리고 바하이교는 어떠한 종교적 권리를 취하지 못할 것인 점을 강조하였는데, 바하이교는 종교적 운동보다는 정치적 운동이라고 그가 믿기 때문이었다.
바하이교는 종교가 아니라, 과거에는 영국에 그리고 현재는 미국에서 지원을 받고 있는 정파이다. 바하이교는 또한 투데예 (공산당)처럼 그저 첩자들이기도 하다.
 이 모든 것은 이란에서 유대교와 조로아스터교에서의 개종이 1850년대 이래로 기록이 잘 남아있는 사실에도 불구하고도 발생한 것인데, 이러한 지위적 변화는 법적 그리고 사회적 보호를 없애버리고 말았다는 것이다.
바하이교에 대한 외부 세력 개입 주장은 이란 대통령의 비난을 포함하여 많은 곳들에서 반복적으로 제시되고 있다.
신 헌법 초안 작성 당시, 바하이교인들을 종교적 소수자로서 보호 대상에서 의도적으로 제외하는 문구가 삽입되었습니다. 좀 더 최근에는, 바하이교 공동체를 정부 차원에서 고의적으로 제거하려는 것을 보여주는 문서를 배포했다. 이란 정부는 미디어를 통해 반바하이교적인 선전물과 증오 발언을 강화하였다. 바하이교인들은 종종 바하이교인들을 이란 사회의 나머지와 분리시키려는 정치적, 종교적, 사회적 배경으로 공격받고 비인간적 대우를 받고 있다. 엘리즈 사나사리안에 의하면 "모든 비무슬림 공동체 중에서도 바하이교인들에 대한 박해가 가장 광범위하고, 체계적이며 끊임없이 지속되고 있다.… 다른 비이슬람 소수 종교와는 대조적으로, 바하이교는 마을 단위, 소도시, 대규모 도시 등 이란 전역에 퍼져있어 편견을 지닌 자들의 피해망상을 유발하고 있다."
1979년 혁명 이래로, 이란의 기관들은 쉬라즈에 있는 바브의 자택, 바하올라가 자란 테헤란의 자택, 바브교 및 바하이교의 역사 측면에서 연관성을 띠는 장소 등을 포함해 자국 내 바하이교의 성소들의 대부분 또는 모두를 파괴하고 있다. 이러한 파괴는 가끔 승리에 대한 의도적 행위로서 모스크 건축으로 이어진다. 이란 내 바하이교의 공동묘지의 다수 또는 모든 곳들이 허물어졌고 시신은 파내어졌다. 로메오 달라르, 제노사이드 와치, Sentinel Project for Genocide Prevention, War Crimes, Genocide, & Crimes against Humanity and the Journal of Genocide Research.
등 일부 전문가 및 언론 등은 이러한 발전을 제노사이드의 케이스로 보는 것에 우려를 나타내기도 했다.

### 무교
종교가 없는 이란인들은 이란 정부에서 공식적으로 인정받지 못하여, 이런 점은 이란 내 종교적 분포의 실제 모습을 알 수 없게 만드는데 비종교인, 영적 추구자, 무신론자, 불가지론자, 그리고 이슬람에서 개종한 사람들 모두가 정부 통계에 포함되어 99%의 이슬람교도 다수로 간주될 가능성이 높기 때문이다.
Moaddel 및 Azadarmaki (2003)에 따르면, 이란인 중 5% 이하가 신을 믿지 않는다고 한다. 2009년 여론조사에 따르면 이란인의 83%는 종교가 일상에 중요하다고 답하였다. GAMAAN이 실시한 2020년 온라인 조사는 상기 사항을 언급하며, 이란인 중 보다 높은 수치(8.8%)가 자기 자신을 무신론자로 여긴다는 점을 나타내었다. GAMAAN이 2022년 2월과 12월에 실시한 또 다른 조사 두 건에서는 외부 데이터 및 개연성 조사 (예로 고용률, 자택 내 사용하는 언어, 건강 관리 유형 등)와는 대조적으로 에 비해서 더 나은 결과를 보였으며 이 조사들에서는 각각 무신론자 비율이 10%와 7%가 나왔다.
조흐레 솔레이마니(Zohreh Soleimani)가 전한 바를 인용한 2008년 BBC의 보고에 따르면, 이란은 '이슬람 국가 중에 모스크 방문율이 가장 낮은 나라'이고 2003년 이코미니스트 매거진에 의하면, 일부 이란 성직자들이 이란 인구의 70% 이상이 일일 기도를 드리지 않고 2% 이하만이 금요일 모스크 예배에 참석한다라고 불평하였다고 한다. 2023년 2월, 이란의 고위 성직자 모함마드 아볼가셈 둘라비(Mohammad Abolghassem Doulabi)는 이란 국내의 모스크 75,000개 중 50,000개가 급격한 신자 참석율 감소로 인해 문을 닫았다고 하였다. 둘라비는 모스크 폐쇄의 주요 원인을 정부의 자금 지원 부족으로 돌렸다. 그는 또한 무슬림들이 다른 사유로 모스크를 떠나고 있는 중이라 시사하기도 했다. 이란의 모스크들은 미국의 교회들과 유사히 운영되고 있는데, 세금이 부과되지 않고 기부와 신탁금을 통해 주로 운영되는 비영리 기관이다. 이란 내 특정 모스크들은 개인의 자금 지원 외에도 정부의 기금을 받기도 하지만, 이란 정부는 주된 후원자가 아니고 모스크와 친밀한 기관도 아니기도 하다. 둘라비는 모스크 폐쇄에 대해서도 이란 화폐의 저평가 및 직접적인 정부의 지원 부족 탓으로 돌렸다. 유사하게, GAMAAN의 푸얀 티미미 아랍(Pooyan Tamimi Arab)과 아마르 말레키(Ammar Maleki)가 Conversation에서 전한 조사 결과에 따르면, 이란인의 60% 이상에 대해 '의무적인 무슬림들의 일일 기도를 행하지 않고 있으며' 이는 2020년 테헤란에서 열린 국가 지원 설문 조사에서 60%가 라마단의 금기를 지키지 않는다고 하는 (주된 원인은 질병 사유) 결과와 일치한다.
한편, 퓨 연구센터가 2018년에 실시한 조사에 따르면, 이란인의 78%는 일상에서 종교가 아주 중요한 것이라 믿는다. 동일한 조사에서 이란인의 38%는 매주마다 종교 행사에 참여한다는 점을 밝혔다. 2019년에 실시된 퓨 연구센터의 다른 조사에서, 이란인의 87%는 매일 기도를 드리고 있으며, 이는 인도네시아 (84%)보다 앞서고 0아프가니스탄 (96%)에는 뒤쳐진, 아시아태평양 지역 내 두 번째로 높은 수치이다.
2020년에 실시된 세계 가치관 조사에서 이란인 70.5%는 일상에서 종교가 중요하다고 여기고 22%는 어느 정도 중요한 것, 4.1%는 중요하지 않은 것이라 답하였다. 얼마나 자주 기도를 드리는가에 대한 질문에는, 63.7%는 하루에도 몇 번 한다고 하였고, 반면 10%는 하루에 단 한번만, 7.2%는 일주일에 몇 차례, 6.6%는 종교 행사에 참여했을 때만, 3.8%는 라마단 같은 특별한 기간에만, 0.7%는 1년에 한 번, 2.5% 거의 하지 않는다라고 하였고, 5.4%는 절대로 하지 않는다고 하였다.
재외 이란 사회에서 무교 수치는 높은 편으로, 특히나 이란계 미국인들 사이에서 두드러진.

## 같이 보기
- 이란계 종교
- 이란의 종교의 자유
- 이란의 인권
- 이란 이슬람 공화국의 인권
- 이란의 이슬람교
- 이란의 기독교
- 이란의 시크교
- 이란의 유대인의 역사
- 이란 유대인
- 아란의 힌두교
- 이란의 불교
- 이란의 조로아스터교
- 고대 이란의 종교 및 문화
- 이란계 미국인의 종교
- 이란의 무교
- 마르다위즈
- 시아파의 성직자

### 참조
1. ↑  특정 지역들은 다양한 왕조들에 의해 지배를 받았기에 이란의 수 많은 왕조들은 이란의 일부를 이루는 인접한 지역들에서 공존하면서 그 시기가 겹친다.
2. ↑  이 조사는 이란에서 거주하는 50,000명을 기반으로 하며 이 중 90%는 이란에서 거주한다. 2020년 6월에 실시되었으며 17일부터 7월 1일까지 15일간 진행되었고 연령 20세 이상의 이란의 교육 받은 자들의 의사가 반영되어 전체 인구 통계에 적용하도록 일반화할 수 있었다. 조사 자료 중 95%는 적합 수준이고 오차 범위는 5%이다.[121][122]
GAMAAN 홈페이지에 따르면, "이란 내 현 상황에서 자유롭게 대답하는 것이 어려운 민감한 문제들과 질문들에 대한 이란인의 (진짜) 의견을 혁신적인 접근 방법을 이용하고 전자 장비를 동원하여 추출하였다."라고 했다.[123]

### 인용
1. 1 2  Fensham, F. Charles, "The books of Ezra and Nehemiah" (Eerdmans, 1982) p. 1
2. ↑  “Iran”, 《The World Factbook》 (영어) (Central Intelligence Agency), 2023년 5월 2일, 2023년 5월 10일에 확인함
3. 1 2 3  “WVS Database”.
4. 1 2 3  Stausberg, Michael; Arab, Pooyan Tamimi; Maleki, Ammar (August 2023). “Survey Zoroastrians: Online Religious Identification in the Islamic Republic of Iran”. 《Journal for the Scientific Study of Religion》 (영어) 62 (4): 823–844. doi:10.1111/jssr.12870. hdl:11250/3094992. ISSN 0021-8294.
5. 1 2  “IRANIANS' ATTITUDES TOWARD RELIGION: A 2020 SURVEY REPORT”. 《گَمان - گروه مطالعات افکارسنجی ایرانیان》 (페르시아어). 2020년 9월 9일. 2020년 9월 18일에 원본 문서에서 보존된 문서. 2022년 11월 28일에 확인함.
6. ↑  https://www.usnews.com/news/best-countries/rankings/religious
7. ↑  https://www.usnews.com/news/best-countries/articles/methodology
8. 1 2  “Iran: Freedom in the World 2024 Country Report”. 《Freedom House》 (영어). 2024년 3월 25일에 확인함.
9. ↑  Colin Brock, Lila Zia Levers. Aspects of Education in the Middle East and Africa Symposium Books Ltd, 7 mei 2007 ISBN 1873927215 p. 99
10. ↑  “Jewish Population of the World”. 《www.jewishvirtuallibrary.org》. 2019년 10월 22일에 확인함.
11. 1 2 3 4 5 6 7  US State Dept 2022 report
12. ↑  Kavian Milani (2012). 〈Bahaʼi (sic) Discourses on the Constitutional Revolution〉.   Dominic Parviz Brookshaw, Seena B. Fazel. 《The Bahaʼis (sic) of Iran: Socio-Historical Studies》. Routledge. ISBN 9781134250004.
13. 1 2 3  United Nations (2005-11-02) Human rights questions: human rights situations and reports of special rapporteurs and representatives 보관됨 2006-11-09 - 웨이백 머신 General Assembly, Sixtieth session, Third Committee. A/C.3/60/L.45
14. 1 2  Akhavi, Shahrough (1980). 《Religion and Politics in Contemporary Iran: clergy-state relations in the Pahlavi period》. Albany, New York: SUNY Press. ISBN 0-87395-408-4.
15. 1 2  Tavakoli-Targhi, Mohamed (2001). “Anti-Baháʼísm and Islamism in Iran, 1941–1955”. 《Iran-Nameh》 19 (1): 79–124.
16. ↑  Great Britain: Parliament: House of Commons: Foreign Affairs Committee (2006년 2월 23일). 《Human Rights Annual Report 2005: First Report of Session 2005–06; Report, Together with Formal Minutes, Oral and Written Evidence》. The Stationery Office. 85쪽. ISBN 978-0-215-02759-7.
17. ↑  “Welcome to Encyclopaedia Iranica”.
18. ↑  Gorder, Christian (2010). 《Christianity in Persia and the Status of Non-Muslims in Iran》. Lexington Books. 22쪽.
19. 1 2  “AFP: Iran young, urbanised and educated: Census”. 2013년 1월 3일에 원본 문서에서 보존된 문서. 2016년 11월 12일에 확인함.
20. ↑  〈Mani (Iranian prophet)〉. 《Encyclopædia Britannica》. 2013년 10월 4일에 확인함.
21. ↑  R. van den Broek, Wouter J. Hanegraaff Gnosis and Hermeticism from Antiquity to Modern TimesSUNY Press, 1998 ISBN 9780791436110 p. 37
22. ↑  〈Manichaeism〉. 《Encyclopædia Britannica》. 2013년 6월 3일에 원본 문서에서 보존된 문서. 2013년 9월 4일에 확인함.
23. ↑  “Manichaeism”. New Advent Encyclopedia. 2013년 10월 4일에 확인함.
24. 1 2 3  Reeves, John (2010). 《Prolegomena to a History of Islamic Manichaeism》. London: Equinox Pub. 9쪽. ISBN 9781904768524.
25. ↑  Reeves, John (2010). 《Prolegomena to a History of Islamic Manichaeism》. London: Equinox Pub. 10쪽. ISBN 9781904768524.
26. ↑  Reeves, John (2010). 《Prolegomena to a History of Islamic Manichaeism》. London: Equinox Pub. 11쪽. ISBN 9781904768524.
27. ↑  Reeves, John (2010). 《Prolegomena to a History of Islamic Manichaeism》. London: Equinox Pub. 7쪽. ISBN 9781904768524.
28. ↑  “COSMOGONY AND COSMOLOGY iii. In Manicheism”. 《Encyclopædia Iranica》 (영어). 2018년 2월 24일에 확인함. [I]n Manicheism the world was a prison for demons...
29. ↑  Article by Sayyid 'Ali ibn 'Ali Al-Zaidi, A short History of the Yemenite Shiites (2005) Referencing: Iranian Influence on Moslem Literature
30. ↑  Dunn, Ross E. (2005). 《The adventures of Ibn Battuta, a Muslim traveler of the fourteenth century》. University of California Press. 86쪽. ISBN 978-0-520-24385-9.
31. ↑  The Origins of the Sunni/Shia split in Islam 보관됨 2007-01-26 - 웨이백 머신 by Hussein Abdulwaheed Amin, Editor of IslamForToday.com
32. 1 2 3 4 5  Curtis, Glenn E.; Hooglund, Eric J., 편집. (2008). 《Iran: a country study》 5판. Washington, D.C.: Federal Research Division, Library of Congress. 119, 129–130쪽. ISBN 978-0-8444-1187-3. OCLC 213407459.  이 문서는 퍼블릭 도메인 출처의 본문을 포함합니다.
33. ↑  Islam and Iran: A Historical Study of Mutual Services
34. ↑  Four Centuries of Influence of Iraqi Shiism on Pre-Safavid Iran
35. ↑  Andrew J. Newman, Safavid Iran: Rebirth of a Persian Empire, I. B. Tauris (March 30, 2006)
36. 1 2  during Safavids era[깨진 링크] By Ehasan Yarshater, Encyclopedia Iranica
37. ↑  Molach, Afshin, The Soul of Iran, Norton, 2005, p. 168
38. ↑  Iran 보관됨 2013-08-13 - 웨이백 머신 Janet Afary, Encyclopædia Britannica
39. ↑  Molavi, Afshin, The Soul of Iran, Norton, 2005, p. 170
40. ↑  Bayat, Mangol (1991). 《Iran's First Revolution: Shi'ism and the Constitutional Revolution of 1905–1909》. Oxford University Press. 10쪽. ISBN 0-19-506822-X.
41. ↑  “Barack Obama's Cairo speech”. London: Guardian.co.uk. 2009년 6월 4일. 2009년 6월 5일에 확인함.
42. ↑  Matthew E. Falagas, Effie A. Zarkadoulia, George Samonis (2006). "Arab science in the golden age (750–1258 C.E.) and today",The FASEB Journal 20, pp. 1581–86.
43. ↑  Kühnel E., in Zeitschrift der deutschen morgenländischen Gesell, Vol. CVI (1956)
44. ↑  Istanbul to host Ibn Sina Int'l Symposium, Retrieved on: December 17, 2008.
45. ↑  Rumi Yoga
46. ↑  “Life of Rumi”. 2009년 7월 6일에 원본 문서에서 보존된 문서. 2009년 12월 1일에 확인함.
47. 1 2 3 4 5  US Bureau of Democracy, Human Rights, and Labor (2007). “International Religious Freedom Report 2007: Iran”. US State Department. 2008년 5월 19일에 확인함.
48. 1 2 3  “The World Factbook - Central Intelligence Agency”. 《www.cia.gov》. 2017년 11월 7일에 원본 문서에서 보존된 문서. 2019년 10월 22일에 확인함.
49. ↑  Mamouri, Ali (2013년 12월 1일). “Iranian government builds bridges to Sunni minority”. 《Al-Monitor》. 2015년 1월 25일에 확인함.
50. ↑  Frye, Richard Nelson (1984). 《The History of Ancient Iran, Part 3, Volume 7》. 《Richard Nelson Frye》 (C.H.Beck). 27쪽. ISBN 9783406093975.
51. ↑  Van Donzel, E. J. (January 1994). 《Islamic Desk Reference》. 《E. J. Van Donzel》 (BRILL). 225쪽. ISBN 9004097384. laristan sunni fars.
52. ↑  Matthee, Rudi (2012). 《Persia in Crisis: Safavid Decline and the Fall of Isfahan》. 《Rudi Matthee》 (Bloomsbury Academic). 174쪽. ISBN 9781845117450.
53. ↑  Frye, Richard Nelson (1984). 《The History of Ancient Iran, Part 3, Volume 7》. 《Richard Nelson Frye》 (C.H.Beck). 27–29쪽. ISBN 9783406093975.
54. ↑  “Sunnis on the rise in Iran | IISS Voices”. 2014년 1월 2일에 원본 문서에서 보존된 문서. 2013년 12월 31일에 확인함.
55. ↑  “روش مقابله با افزايش جمعيت وهابيت در ايران”. 《مؤسسه تحقیقاتی حضرت ولی عصر - عج》 (페르시아어). 2019년 10월 22일에 확인함.
56. ↑  Khalaji, Mehdi (2013년 10월 3일). “The Rise of Persian Salafism”. Washington Institute for Near East Policy. 2013년 12월 17일에 확인함.
57. ↑  Christian Solidarity Worldwide website, article dated July 12, 2023
58. ↑  “Fact Check: Do Sunnis Have 'Enough Freedom' in Iran?”. 《IranWire》. 2022년 2월 15일. 2023년 6월 4일에 확인함.
59. ↑  Éric Geoffroy, Roger Gaetani, Introduction to Sufism: The Inner Path of Islam, World Wisdom, Inc, 2010. (p. 26)
60. ↑  Matthijs van den Bos, Mystic regimes: Sufism and the state in Iran, from the late Qajar era to the Islamic Republic, Brill, 2002.
61. ↑  Russell, Jeffrey Burton (1987). 《The Devil: perceptions of evil from antiquity to primitive Christianity》. Cornell University Press. 99쪽. ISBN 978-0-8014-9409-3.
62. ↑  Historical Churches in Iran 보관됨 2011-06-05 - 웨이백 머신 Iran Chamber Society.
63. ↑  “In Iran, 'crackdown' on Christians worsens”. 《Christian Examiner》 (Washington D.C.). April 2009. 2009년 12월 1일에 확인함.
64. ↑  Price, Massoume (December 2002). “History of Christians and Christianity in Iran”. 《Christianity in Iran》. FarsiNet Inc. 2009년 12월 1일에 확인함.
65. 1 2  “In Iran, 'crackdown' on Christians worsens”. 《Christian Examiner》 (Washington D.C.). April 2009. 2015년 3월 19일에 확인함.
66. 1 2 3 4 5  Country Information and Guidance "Christians and Christian Converts, Iran" 19 March 2015. p. 9
67. 1 2  Price, Massoume (December 2002). “History of Christians and Christianity in Iran”. 《Christianity in Iran》. FarsiNet Inc. 2009년 12월 1일에 확인함.
68. 1 2 3 4  Sanasarian, Eliz (2000). 《Religious minorities in Iran》. Cambridge University Press. 53, 80쪽. ISBN 978-0-521-77073-6.
69. ↑  “Deputy culture min. meets Armenian Archbishop”. 2014년 12월 29일. 2015년 1월 1일에 확인함.
70. ↑  “انتقال مقر جهاني آشوريان به ايران”. 2014년 12월 23일에 원본 문서에서 보존된 문서. 2015년 1월 1일에 확인함.
71. ↑  “ASSYRIANS IN IRAN – Encyclopaedia Iranica”. 《www.iranicaonline.org》. 2019년 10월 22일에 확인함.
72. ↑  Curtis & Hooglund (2008), 295쪽.
73. ↑  BetBasoo, Peter (2007년 4월 1일). “Brief History of Assyrians”. 《Assyrian International News Agency》. 2013년 10월 17일에 원본 문서에서 보존된 문서. 2013년 10월 12일에 확인함.
74. ↑  Spellman, Kathryn (2004). 《Religion and nation: Iranian local and transnational networks in Britain》. Berghahn Books. 169쪽. ISBN 978-1-57181-576-7.
75. ↑  Johnstone, Patrick; Miller, Duane Alexander (2015). “Believers in Christ from a Muslim Background: A Global Census”. 《Interdisciplinary Journal of Research on Religion》 11: 8. 2015년 10월 30일에 확인함.
76. ↑  《2011 General Census Selected Results》 (PDF), Statistical Center of Iran, 2012, 26쪽, ISBN 978-964-365-827-4
77. ↑  “Evangelical Growth - Operation World”. Operation World. 2018년 6월 25일에 원본 문서에서 보존된 문서. 2020년 6월 16일에 확인함.
78. ↑  Human Rights Watch Religious minorities
79. ↑  “Iran is number 9 on the World Watch List”.
80. ↑  De Blois, François (1960–2007). 〈Ṣābiʾ〉.   Bearman, P.; Bianquis, Th.; Bosworth, C.E.; van Donzel, E.; Heinrichs, W.P. 《Encyclopaedia of Islam, Second Edition》. doi:10.1163/1573-3912_islam_COM_0952. Van Bladel, Kevin (2017). 《From Sasanian Mandaeans to Ṣābians of the Marshes》. Leiden: Brill. doi:10.1163/9789004339460. ISBN 978-90-04-33943-9. p. 5.
81. 1 2  Contrera, Russell. “Saving the people, killing the faith – Holland, MI”. The Holland Sentinel. 2012년 3월 6일에 원본 문서에서 보존된 문서. 2015년 3월 7일에 확인함.
82. 1 2  “Iran Mandaeans in exile following persecution”. Alarabiya.net. 2011년 12월 6일. 2011년 12월 17일에 확인함.
83. ↑  “Ancient sect fights to stay alive in U.S. - US news – Faith – NBC News”. 《NBC News》. 2009년 1월 7일. 2011년 12월 17일에 확인함.
84. ↑  Elahi, Bahram (1987). The path of perfection, the spiritual teachings of Master Nur Ali Elahi. ISBN 0-7126-0200-3.
85. ↑  Encyclopedia of the Modern Middle East and North Africa (Detroit: Thomson Gale, 2004) p. 82
86. ↑  Edmonds, Cecil. Kurds, Turks, and Arabs: politics, travel, and research in north-eastern Iraq, 1919-1925. Oxford University Press, 1957.
87. ↑  〈Religion: Cult of Angels〉. 《Encyclopaedia Kurdistanica》. 2006년 8월 28일에 원본 문서에서 보존된 문서. 2006년 9월 1일에 확인함.
88. ↑  〈Yazdanism〉. 《Encyclopaedia of the Orient》. 2006년 10월 21일에 원본 문서에서 보존된 문서. 2006년 11월 25일에 확인함.
89. ↑  Principle Beliefs and Convictions
90. 1 2  IRAN: Life of Jews Living in Iran
91. ↑  “Iran's proud but discreet Jews”. 《BBC News》. 2006년 9월 22일. 2010년 5월 22일에 확인함.
92. ↑  “Iran Jewish leader calls recent mass aliyah 'misinformation' bid”. 2007년 12월 29일에 원본 문서에서 보존된 문서. 2009년 12월 12일에 확인함.
93. ↑  “Iran Jewish MP criticizes 'anti-human' Israel acts”. Ynet. Reuters. 2008년 5월 7일. 2020년 10월 20일에 확인함.
94. ↑  Congress, World Jewish. “World Jewish Congress”. 《www.worldjewishcongress.org》 (영어). 2019년 10월 22일에 확인함.
95. ↑  “International - Jews in Iran Describe a Life of Freedom Despite Anti-Israel Actions by Tehran”. 《The Christian Science Monitor》. 1999년 11월 9일에 원본 문서에서 보존된 문서.
96. ↑  “Iran's Jewish community is the largest in the Mideast outside Israel – and feels safe and respected”. 《tangent.usatoday.com》 (미국 영어). 2018년 8월 29일. 2023년 12월 10일에 확인함.
97. 1 2  U.S. State Department (2009년 10월 26일). “Iran – International Religious Freedom Report 2009”. The Office of Electronic Information, Bureau of Public Affairs. 2009년 10월 29일에 원본 문서에서 보존된 문서. 2009년 12월 1일에 확인함.
98. ↑  Hennessy-Fiske, Molly; Abdollah, Tami (2008년 9월 15일). “Community torn by tragedy”. 《Los Angeles Times》. 2010년 5월 22일에 확인함.
99. ↑  Yegar, M (1993). “Jews of Iran” (PDF). 《The Scribe》 (58): 2.. 최근 들어, 페르시아계 유대인들은 이스라엘인으로서 상당히 동화가 이뤄지고 있으며, 이에 따라 정확한 정보를 획득하기가 어렵다.
100. ↑  Smith, Peter (2000). 〈Amir Kabir, Mirza Taqi Khan〉. 《A concise encyclopedia of the Bahá'í Faith》. Oxford: Oneworld Publications. 38쪽. ISBN 1-85168-184-1.
101. ↑  de Vries, Jelle (2002). 《The Babi Question You Mentioned--: The Origins of the Baha'i Community of the Netherlands, 1844–1962》. Peeters Publishers. 22쪽. ISBN 978-90-429-1109-3.
102. 1 2  Fischer, Michael; Abedi, Mehdi (1990). 《Debating Muslims》. Madison, Wisconsin: University of Wisconsin Press. 48–54, 222–250쪽. ISBN 0-299-12434-7.
103. ↑  Taheri, Amir, The Spirit of Allah, (1985), pp. 189–90
104. ↑  Akhavi, Shahrough (1980). 《Religion and politics in contemporary Iran: clergy-state relations in the Pahlavī period》. SUNY Press. 76–79쪽. ISBN 978-0-87395-408-2.
105. 1 2  Samii, Bill (2004년 9월 13일). “Iran Report: September 13, 2004”. 《Radio Free Europe/Radio Liberty》 (Radio Free Europe/Radio Liberty, Inc.). 2009년 12월 11일에 확인함.
106. ↑  Willemen, Charles; Dessein, Bart; Cox, Collett; Gonda, Jan; Bronkhorst, Johannes; Spuler, Bertold; Altenmüller, Hartwig (1998), 《Handbuch der Orientalistik: Sarvāstivāda Buddhist Scholasticism》, Brill, 128–130쪽, ISBN 978-90-04-10231-6
107. ↑  Ghosh, Bobby (2015년 12월 14일). “Iran's Sikhs get a better deal than many other minorities”. 《Quartz》 (영어). 2020년 2월 17일에 확인함.
108. 1 2 3  Ghosh, Bobby (2015년 12월 14일). “Iran's Sikhs get a better deal than many other minorities”. 《Quartz》 (영어). 2020년 5월 4일에 확인함.
109. ↑  “Gurudwaras in Iran - World Gurudwaras”. 《Gateway to Sikhism Foundation》 (영국 영어). 2014년 1월 27일. 2020년 5월 4일에 확인함.
110. ↑  《National Population and Housing Census 2011 (1390): Selected Findings》 (PDF). The President's Office Deputy of Strategic Planning and Control. Statistical Center of Iran. 2011. 8, table 3, graph 3쪽. 2020년 9월 26일에 확인함.
111. ↑  “آیا آتئیسم در ایران در حال گسترش است؟”. 《BBC News فارسی》.
112. ↑  Stausberg, Michael; Arab, Pooyan Tamimi; Maleki, Ammar (2023). “Survey Zoroastrians: Online Religious Identification in the Islamic Republic of Iran”. 《Journal for the Scientific Study of Religion》 62 (4): 823–844. doi:10.1111/jssr.12870. hdl:11250/3094992.
113. 1 2  Trilling, David (2017년 1월 17일). “Polling Iran: What do Iranians think?”. 《Journalist's Resource》 (미국 영어). 2020년 8월 29일에 확인함.
114. ↑  https://www.usnews.com/news/best-countries/rankings/religious
115. ↑  https://www.usnews.com/news/best-countries/articles/methodology
116. ↑  “Selected Findings of the 2011 National Population and Housing Census” (PDF). 《United Nations》. Statistical Center of Iran. 2011.
117. ↑  “Iraq's unique place in the Sunni-Shia divide”. 《Pew Research Center》 (미국 영어). 2014년 6월 18일. 2020년 12월 3일에 확인함.
118. ↑  “Religious Composition by Country, 2010-2050”. 《Pew Research Center's Religion & Public Life Project》 (미국 영어). 2022년 12월 21일. 2024년 3월 26일에 확인함.
119. 1 2  “Religious commitment by country and age”. 《Pew Research Center's Religion & Public Life Project》 (미국 영어). 2018년 6월 13일. 2020년 12월 3일에 확인함.
120. 1 2  Jeff Diamant (1 May 2019), "With high levels of prayer, U.S. is an outlier among wealthy nations", Pew Research Center. Retrieved 9 May 2019.
121. 1 2  “Iranians have lost their faith according to survey”. Iran International. 2020년 8월 25일. 2020년 9월 8일에 원본 문서에서 보존된 문서. 2020년 8월 29일에 확인함.
122. 1 2 3  “گزارش نظرسنجی درباره نگرش ایرانیان به دین”. 《گَمان - گروه مطالعات افکارسنجی ایرانیان》 (페르시아어). 2020년 8월 23일. 2020년 10월 8일에 원본 문서에서 보존된 문서. 2020년 8월 29일에 확인함.
123. ↑  “GAMAAN in English”. 2023년 11월 8일에 원본 문서에서 보존된 문서. 2024년 11월 24일에 확인함.
124. ↑  “Declining Trust In Clerics Reflects Shift In Iranian Politics”. 《Iran International》 (영어). 2024년 3월 3일. 2024년 3월 3일에 확인함.
125. 1 2  Federation Internationale des Ligues des Droits de L'Homme (August 2003). “Discrimination against religious minorities in IRAN” (PDF). fidh.org. 2008년 4월 22일에 원본 문서 (PDF)에서 보존된 문서. 2008년 5월 19일에 확인함.
126. 1 2  Affolter, Friedrich W. (January 2005). “The Specter of Ideological Genocide: The Baháʼí of Iran” (PDF). 《War Crimes, Genocide, & Crimes Against Humanity》 (Criminal Justice Program of Penn State Altoona) 1 (1): 75–114. ISSN 1551-322X. 2012년 7월 22일에 원본 문서 (PDF)에서 보존된 문서. 2012년 3월 28일에 확인함.
127. ↑  Halm, H. 〈AHL-E ḤAQQ〉. 《Iranica》. 2009년 2월 27일에 원본 문서에서 보존된 문서. 2009년 2월 5일에 확인함.
128. ↑  Sanasarian, Eliz (2000). 《Religious Minorities in Iran》. Cambridge: Cambridge University Press. 73–84쪽. ISBN 0-521-77073-4.
129. 1 2  Wright, Robin (2000). 〈6: The Islamic Landscape〉. 《The Last Great Revolution》. New York: Alfred A. Knopf. 207쪽. ISBN 0-375-40639-5. OCLC 1035881962. 2020년 10월 20일에 확인함 – Internet Archive 경유.
130. ↑  Saeid Jafari, "Zoroastrian takes center stage on Iran's political scene", Al-Monitor, 2 November 2017
131. ↑  IRNA, "Iranian parliament debating bill on religious minorities", The Iran Projet, 29 November 2017
132. ↑  Wright, Robin (2000). 〈6: The Islamic Landscape〉. 《The Last Great Revolution》. New York: Alfred A. Knopf. 210쪽. ISBN 0-375-40639-5. OCLC 1035881962. 2020년 10월 20일에 확인함 – Internet Archive 경유.
133. ↑  Wright, Robin (2000). 〈6: The Islamic Landscape〉. 《The Last Great Revolution》. New York: Alfred A. Knopf. 216쪽. ISBN 0-375-40639-5. OCLC 1035881962. 2020년 10월 20일에 확인함 – Internet Archive 경유.
134. ↑  “Jewish woman brutally murdered in Iran over property dispute”. The Times of Israel. 2012년 11월 28일. 2014년 11월 3일에 확인함. A government census published earlier this year indicated there were a mere 8,756 Jews left in Iran.
135. ↑  “Iran”.
136. 1 2  International Federation for Human Rights (2003년 8월 1일). “Discrimination against religious minorities in Iran” (PDF). fdih.org. 2007년 3월 19일에 확인함.
137. ↑  U.S. Department of State (2005년 9월 15일). “International Religious Freedom Report 2006 – Iran”. U.S. Department of State. 2006년 11월 8일에 확인함.
138. ↑  hrw.org, Iran – THE LEGAL FRAMEWORK
139. ↑  Global Legal Research Directorate Staff; Goitom, Hanibal (June 2014). “Laws Criminalizing Apostasy”. 《www.loc.gov》. 2020년 10월 24일에 확인함.
140. ↑  hrw.org Iran – THE LEGAL FRAMEWORK Legislation Affecting Freedom of Religion
141. ↑  7 November 2002. Iranian academic sentenced to death
142. ↑  hrw.org, November 9, 2002 Iran: Academic's Death Sentence Condemned
143. ↑  “Iranian dissident spared death sentence”. ALJAZEERA. 2004년 7월 20일. 2023년 10월 15일에 확인함.
144. ↑  His sentence was reduced to five years in prison in 2004, after domestic Iranian and international outcry)[143]
145. ↑  Iran: Trial for Conference Attendees
146. ↑  Iranian dissident cleric Eshkevari released after 4 years in jail 보관됨 2016-03-03 - 웨이백 머신 Payvand, 6 February 2005
147. ↑  “PEN, Hojjatoleslam Hasan Yousefi Eshkevari”. PEN. 2012년 2월 12일에 원본 문서에서 보존된 문서. 2023년 10월 16일에 확인함.
148. ↑  “Apostasy in the Islamic Republic of Iran”. Iran Press Watch. 2017년 1월 15일.
149. ↑  These charges were overturned but new charges of 'propaganda against the Islamic Republic', 'insulting top-rank officials', 'spreading lies', were filed against him at the Special Court for the Clergy, in 2002, for which he received a sentence of seven years' imprisonment on 17 October.[146] He served four years in prison before and after his conviction, being released on 6 February 2005.[147][148]
150. ↑  Jailed Dervishes Start Dry Hunger Strike To Protest Unknown Conditions Of Eight Sufis
151. ↑  Gonabadi Dervish Women Brutally Beaten Up In Qarchak Prison
152. ↑  〈Religious Rights〉. 《Annual Report 2022》 (PDF). Fairfax, VA 22033, USA: Human Rights Activists in Iran. 15–19쪽. ISBN 978-1-7370668-6-6. 2023년 10월 16일에 확인함.
153. ↑  Open Doors website, retrieved 2023-08-08
154. 1 2  Amnesty International (October 1996). “Dhabihullah Mahrami: Prisoner of Conscience”. AI INDEX: MDE 13/34/96. 2003년 2월 23일에 원본 문서에서 보존된 문서. 2006년 10월 20일에 확인함.
155. 1 2  EU. 2004. (2004년 9월 13일). 《EU Annual Report on Human Rights》 (PDF). Belgium: European Communities. ISBN 92-824-3078-2. 2007년 12월 1일에 원본 문서 (PDF)에서 보존된 문서. 2006년 10월 20일에 확인함.
156. 1 2 3  Iran Human Rights Documentation Center (2007). “A Faith Denied: The Persecution of the Baháʼís of Iran” (PDF). Iran Human Rights Documentation Center. 2007년 11월 27일에 원본 문서 (PDF)에서 보존된 문서. 2007년 3월 19일에 확인함.
157. ↑  Turban for the Crown : The Islamic Revolution in Iran, by Said Amir Arjomand, Oxford University Press, 1988, p.169
158. ↑  from Poll Tax, 8. Tributary conditions, (13), Tahrir al-Vasileh, volume 2, pp. 497–507, Quoted in A Clarification of Questions : An Unabridged Translation of Resaleh Towzih al-Masael
by Ayatollah Sayyed Ruhollah Mousavi Khomeini, Westview Press/ Boulder and London, c1984, p.432
159. ↑  Cockroft, James (1979년 2월 23일). “Iran's Khomeini”. 《Seven Days》 III (1): 17–24.
160. ↑  “U.S. Jews Hold Talks With Khomeini Aide on Outlook for Rights”. 《The New York Times》. 1979년 2월 13일.
161. ↑  출처: Kayhan International, May 30, 1983; 피루즈 카젬자데의 `The Terror Facing the Baha'is` New York Review of Books, 1982, 29 (8): 43–44 역시 참조.
162. ↑  Maneck (née Stiles), Susan (1984). 〈Early Zoroastrian Conversions to the Baháʼí Faith in Yazd, Iran〉.   Cole, Juan Ricardo; Momen, Moojan. 《Studies in Bábí and Baháʼí history》. 2 of Studies in Babi and Baháʼí History: From Iran East and West illurat판. Kalimat Press. 67–93쪽. ISBN 978-0-933770-40-9.
163. ↑  Smith, Peter (2000). 〈Zoroastrianism〉. 《A concise encyclopedia of the Bahá'í Faith》. Oxford: Oneworld Publications. 369쪽. ISBN 1-85168-184-1.
164. ↑  Maneck, Susan (1990). “Conversion of Religious Minorities to the Baha'i Faith in Iran: Some Preliminary Observations”. 《The Journal of Baháʼí Studies》 (Association for Baháʼí Studies North America) 3 (3). 2012년 3월 28일에 확인함.
165. ↑  Sharon, Moshe (2011년 1월 13일). “Jewish Conversion to the Bahā˒ī faith”. 《Chair in Baha'i Studies Publications》. The Hebrew University of Jerusalem. 2013년 10월 20일에 원본 문서에서 보존된 문서. 2012년 3월 28일에 확인함.
166. ↑  Amanat, Mehrdad (2011). 《Jewish Identities in Iran: Resistance and Conversion to Islam and the Baha'i Faith》. I.B.Tauris. 256쪽. ISBN 978-1-84511-891-4.
167. ↑  Sanasarian, Eliz (2008). 〈The Comparative Dimension of the Baha'i Case and Prospects for Change in the Future〉.   Brookshaw, Dominic P.; Fazel, Seena B. 《The Baha'is of Iran: Socio-historical studies》. New York, NY: Routledge. 157쪽. ISBN 978-0-203-00280-3.
168. ↑  Afshari, Reza (2001). 《Human Rights in Iran: The Abuse of Cultural Relativism》. Philadelphia, PA: University of Pennsylvania Press. 132쪽. ISBN 978-0-8122-3605-7.
169. ↑  The Sentinel Project (2009년 5월 19일). “Preliminary Assessment: The Threat of Genocide to the Baháʼís of Iran” (PDF). The Sentinel Project. 2011년 7월 28일에 원본 문서 (PDF)에서 보존된 문서. 2010년 10월 10일에 확인함.
170. ↑  Dallaire, Roméo (2011년 11월 29일). “Baha'i People in Iran—Inquiry”. 《Statements from Roméo Dallaire》. The Liberal caucus in the Senate. 2012년 3월 28일에 확인함.
171. ↑  Dallaire, Roméo (2010년 6월 16일). “Baha'i Community in Iran”. 《Statements from Roméo Dallaire》. The Liberal caucus in the Senate. 2012년 3월 28일에 확인함.
172. ↑  “Genocide and politicide watch: Iran”. Genocide Watch; The International Alliance to End Genocide. 2012년 3월 28일. 2012년 3월 28일에 확인함.
173. ↑  Seyfried, Rebeka (2012년 3월 21일). “Progress report from Mercyhurst: Assessing the risk of genocide in Iran”. 《Iranian Baha'is》. The Sentinel Project for Genocide Prevention. 2012년 3월 28일에 확인함.
174. ↑  Momen, Moojan (June 2005). “The Babi (sic) and Baha'i (sic) community of Iran: a case of "suspended genocide"?” (PDF). 《Journal of Genocide Research》 7 (2): 221–241. doi:10.1080/14623520500127431. S2CID 56704626. 2021년 10월 28일에 원본 문서 (PDF)에서 보존된 문서. 2012년 3월 28일에 확인함.
175. ↑  “Archived copy” (PDF). 2009년 6월 12일에 원본 문서 (PDF)에서 보존된 문서. 2012년 9월 8일에 확인함.
176. ↑  “What Alabamians and Iranians Have in Common”. 《Gallup.com》 (미국 영어). 2009년 2월 9일. 2019년 10월 22일에 확인함.
177. ↑  Maleki, Ammar, and Tamimi Arab, Pooyan. 2023. Iranians’ Attitudes Toward the 2022 Nationwide Protests. Published online, gamaan.org: GAMAAN. https://gamaan.org/wp-content/uploads/2023/09/GAMAAN-Protests-Survey-English-Report-Final.pdf
178. ↑  children of the revolution
179. ↑  Economist 16, January 2003
180. ↑  Brian H. Hook (2019년 4월 8일). “Iran Should Reconcile With America”. 《The New York Times》. New York Times.
181. ↑  “50,000 Mosques Closed in Iran – Are Iranians Seeking Truth Outside of Islam?”. 《All Arab News》. 2023년 8월 16일. 2024년 10월 20일에 확인함.
182. ↑  “50,000 Mosques Closed in Iran”. 《Iran International》. 2023년 12월 12일. 2024년 10월 20일에 확인함.
183. ↑  “ispa polling [farsi language]”. 《ispa.ir》. 2023년 3월 21일에 확인함.
184. ↑  Pooyan Tamimi Arab and Ammar Maleki (2020년 9월 10일). “Iran's secular shift: new survey reveals huge changes in religious beliefs”. 《The Conversation》. 2023년 3월 21일에 확인함.[깨진 링크(과거 내용 찾기)]
185. ↑  “WVS Database”. 《www.worldvaluessurvey.org》. 2023년 4월 2일에 확인함.
186. ↑  Public Opinion Survey of Iranian Americans. Public Affairs Alliance of Iranian Americans (PAAIA)/Zogby, December 2008. Retrieved April 11, 2014.
187. ↑  “Disparaging Islam and the Iranian-American Identity: To Snuggle or to Struggle”. payvand.com. 2009년 9월 21일. 2014년 5월 8일에 원본 문서에서 보존된 문서. 2014년 5월 9일에 확인함.

## 참고 문헌
- Boroumand, Ladan (2020). “Iranians Turn Away from the Islamic Republic”. 《Journal of Democracy》 31 (1): 169–181. doi:10.1353/jod.2020.0014.
- Tamadonfar, M., & Lewis, R.  (2019, June 25). Religious Regulation in Iran. Oxford Research Encyclopedia of Politics. Retrieved 20 Oct. 2023, from https://oxfordre-com.wikipedialibrary.idm.oclc.org/politics/view/10.1093/acrefore/9780190228637.001.0001/acrefore-9780190228637-e-864.